# Łomża
Łomża – miasto na prawach powiatu w północno-wschodniej Polsce, w województwie podlaskim, nad rzeką Narew. Pomimo administracyjnej przynależności do województwa podlaskiego, Łomża stanowi część historycznego Mazowsza. Była stolicą dawnej ziemi łomżyńskiej. Łomża to główny ośrodek gospodarczy, edukacyjny i kulturowy ziemi łomżyńskiej.
Miasto królewskie Korony Królestwa Polskiego w województwie mazowieckim. Miejsce obrad sejmików ziemskich ziemi łomżyńskiej od XVI wieku do pierwszej połowy XVIII wieku. W latach 1975–1998 była stolicą województwa łomżyńskiego. Od 1 stycznia 1999 roku jest siedzibą powiatu łomżyńskiego. Od 28 października 1925 jest także stolicą diecezji łomżyńskiej Kościoła rzymskokatolickiego.
Według danych GUS z 30 czerwca 2024 r. Łomża liczyła 59 476 mieszkańców i była pod względem liczby ludności trzecim (po Białymstoku oraz Suwałkach) miastem w województwie podlaskim, a także 65. spośród najludniejszych miast w Polsce.

## Położenie
Łomża jest położona w środkowym biegu Narwi na Nizinie Mazowieckiej na wysokości ok. 125 m n.p.m. w północnej części Międzyrzecza Łomżyńskiego. Miasto leży na wzgórzach morenowych, obejmujących wysoką, lewobrzeżną skarpę pradoliny Narwi.

### Podział administracyjny
Łomża składa się z czterech zwyczajowych dzielnic, które dzielą się na 15 osiedli.
- Stare Miasto – najstarsza część miasta, w której znajdują się wiele zabytków architektury oraz dwa parki miejskie. Mają również tu swoje miejsce większość łomżyńskich urzędów oraz stadion ŁKS-u. W skład Starego Miasta wchodzą Starówka, Rembelin, Os. Monte Cassino oraz nowe osiedla powstałe w miejscu wsi Pociejewo, czyli Os. Skarpa i Os. Pociejewo.
- Południe – dzielnica, w której znajdują się głównie bloki mieszkalne. Budynki a razem z nimi dzielnica zaczęły powstawać w latach 70., kiedy nastąpił rozwój gospodarczy miasta po nadaniu rangi województwa. Obszar leży na południe od Starego Miasta, stąd też nazwa. Znajdują się tutaj osiedla: Jantar, Górka Zawadzka, Mazowieckie, Konstytucji, Armii Krajowej, Medyk oraz Zawady Przedmieście. Na osiedlu Medyk mieści się Zespolony Szpital Wojewódzki. Dzielnica nadal się rozwija pod względem urbanistycznym.
- Łomżyca – niegdyś oddzielna miejscowość. Leży w zachodniej części miasta. Tworzą ją osiedla domków jednorodzinnych (Łomżyca, Nowa Łomżyca, Maria, Narew, Staszica, Słoneczne, Parkowe, Młodych i Skowronki). Dzielnica prężnie się rozwija pod względem urbanistycznym.
- Kraska – niegdyś oddzielna miejscowość. Najmniejsza z czterech łomżyńskich dzielnic. Leży na południe od Łomżycy. Nazwy ulic pochodzą tu najczęściej od nazw ptaków np. ul. Krucza, ul. Pawia, ul. Kolibrowa itp. Znajdują się tu głównie domki jednorodzinne (Os. Kraska) oraz zakłady przemysłowe (Os. Przemysłowe). Na południe od Kraski położona jest wieś Konarzyce.

## Warunki naturalne

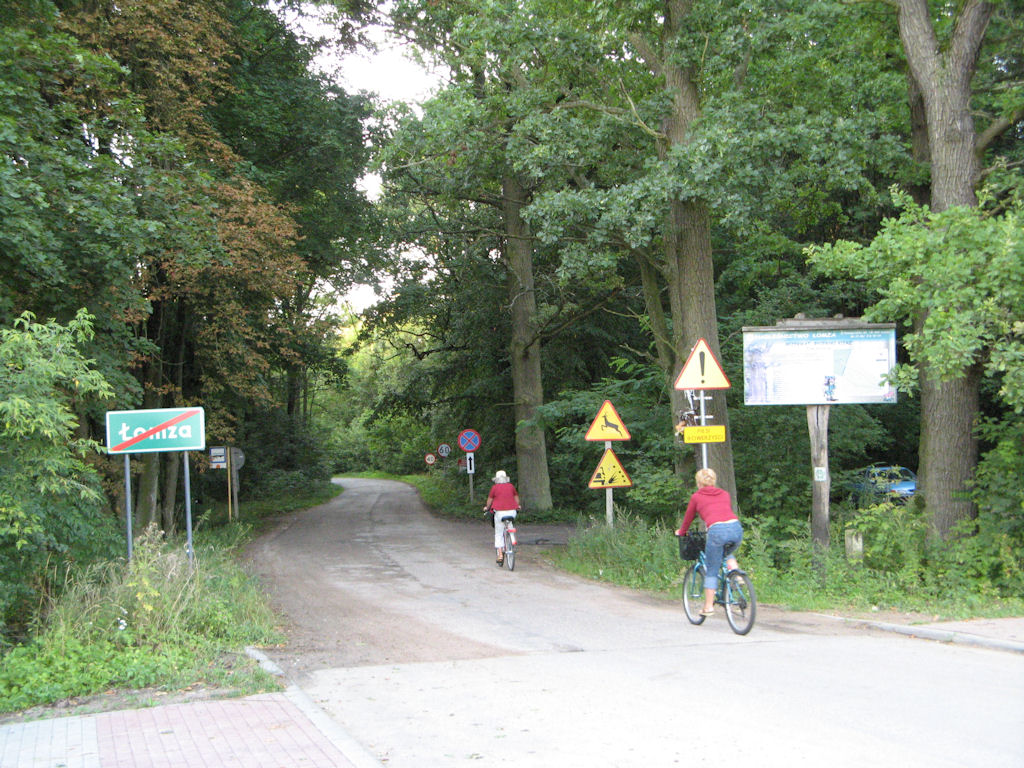
Rezerwat „Rycerski Kierz”

Łomża położona jest na terenie Zielonych Płuc Polski. W sąsiedztwie miasta znajdują się Łomżyński Park Krajobrazowy Doliny Narwi (na wschód), rezerwat przyrody „Rycerski Kierz” (na zachód) oraz Czerwony Bór (na południe). W pobliżu, ok. 25 km na północny wschód, zlokalizowany jest Biebrzański Park Narodowy, a ok. 20 km na północny zachód Puszcza Kurpiowska. Przez miasto przepływają dwa cieki: rzeka Narew oraz Łomżyczka.

### Klimat
Według Okołowicza, Łomża znajduje się w strefie klimatu umiarkowanego ciepłego przejściowego, a według klasyfikacji Köppena leży w strefie wilgotnego klimatu kontynentalnego podtypu o ciepłym lecie (Dfb).
| Miesiąc                                                    | Sty | Lut | Mar | Kwi | Maj | Cze | Lip | Sie | Wrz | Paź | Lis | Gru | Roczna |
| ---------------------------------------------------------- | --- | --- | --- | --- | --- | --- | --- | --- | --- | --- | --- | --- | ------ |
| Średnie dobowe temperatury [°C]                            | -2  | -1  | 2   | 8   | 14  | 17  | 19  | 18  | 14  | 8   | 3   | -1  | 7      |
| Opady [mm]                                                 | 31  | 26  | 28  | 35  | 53  | 71  | 74  | 66  | 53  | 44  | 47  | 39  | 567    |
| Źródło: IMGW okres referencyjny 1981-2010 {{{accessdate}}} |     |     |     |     |     |     |     |     |     |     |     |     |        |

## Historia

### Nazwa miasta

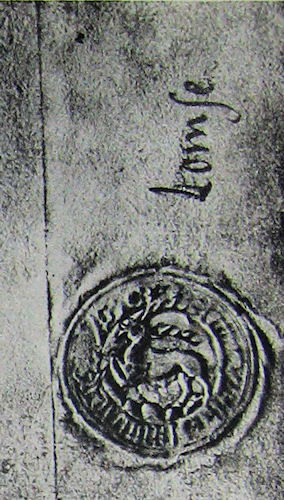
Herb miasta z XVI wieku

Część badaczy dopatruje się nazwy pochodzenia obcego (bałtyckiego), gdyż w litewskim wyraz „loma” oznacza obniżone miejsce polne lub łąkowe, a w łotewskim – obniżenie terenu, nizinne podmokłe miejsce. W tym kierunku skłaniają się badacze w pracy Nazwy miejscowe Polski. Dodatkowo nie wykluczają, że Łomża była pierwotnie nazwą wodną, która została później przeniesiona na osadę.                 
Jedna koncepcja przedstawia pochodzenie nazwy Łomża jako wyrazu złożonego z elementów należących do dwóch różnych języków: polskiej podstawy „łom” oraz bałtyckiego przyrostka –ża. (Formant -ż- jako -iż, -uż, notowany jest w językach litewskim i pruskim).
Nazwa Łomża występuje również w innych językach pod zmienionymi formami: łac. Lompza, niem. Lomscha, jid. Lomsza, ros. Ломжа, lit. Lomža. Jest to związane m.in. z wielonarodowościową strukturą etniczną miasta na przestrzeni dziejów i kontaktami handlowymi prowadzonymi przez mieszkańców miasta.

### Kalendarium historii Łomży
- 30 sierpnia 1400 r. –  książę Janusz I lokuje miasto Łomża[11]
- 1410 - biskup płocki Jakub z Korzkwi powołuje parafię, a książę Janusz I buduje pierwszy łomżyński kościół pod wezwaniem św. Rozesłańców w podzięce za wiktorię grunwaldzką[12].
- 15 czerwca 1418 – nadanie Łomży prawa miejskiego chełmińskiego przez księcia Janusza I
- XV/XVI w. – intensywny rozwój miasta; Łomża najważniejszym miastem Mazowsza po Warszawie i Płocku
- 1504-1525 – budowa łomżyńskiej fary z inicjatywy mieszczan i proboszcza Jana Wojsławskiego, przy wsparciu księżnej Anny Mazowieckiej

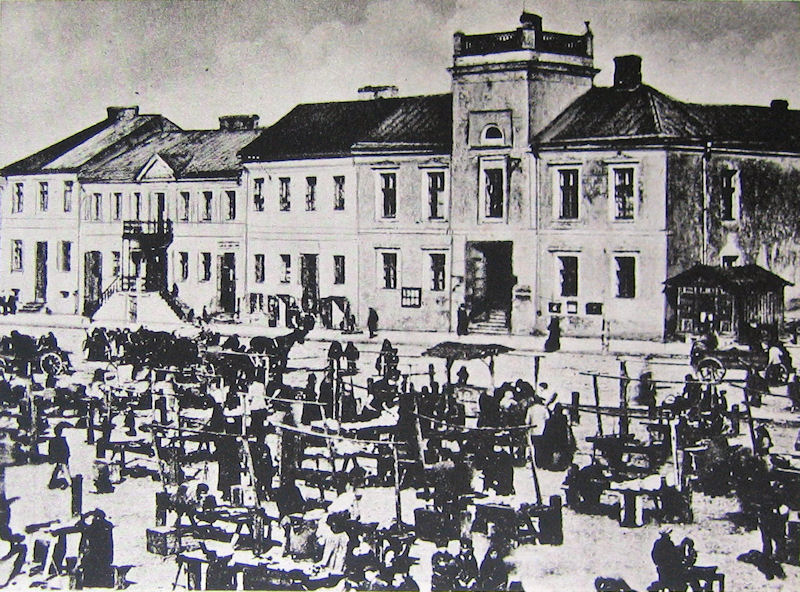
Stary Rynek w Łomży (1912)

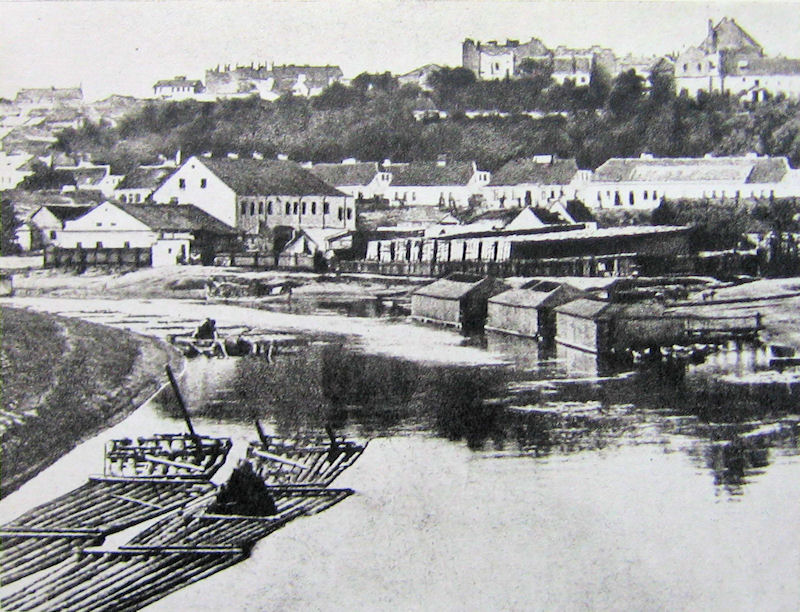
Port rzeczny na Narwi w Łomży (1912)

- 1526 – Łomża miastem królewskim i stolicą mazowieckiej ziemi łomżyńskiej
- 1612-1614 – przybycie jezuitów i założenie Kolegium Łomżyńskiego
- XVII-XVIII w. – upadek świetności miasta po wojnach szwedzkich i klęskach żywiołowych
- 1770-1798 – budowa kościoła i klasztoru OO. Kapucynów
- 1795 – przybycie do Łomży Prusaków
- 1807 – Łomża stolicą departamentu łomżyńskiego w Księstwie Warszawskim
- 1815 – Łomża pod zaborem rosyjskim[13]
- 1816 – Łomża stolicą obwodu łomżyńskiego w województwie augustowskim
- 1823 – budowa ratusza
- 1837 – Łomża stolicą guberni augustowskiej
- 1867 – Łomża stolicą guberni łomżyńskiej
- 1905 – strajk szkolny w gimnazjum męskim i żeńskim w Łomży
- 1918 – wyzwolenie Łomży
- 1920 – obrona miasta przed III Korpusem Jazdy
- 1925 – powstanie diecezji łomżyńskiej
- 1939–1945 – II wojna światowa m.in. utworzenie getta (1941) i zagłada ludności żydowskiej (1942)
- 1945 – w wyniku działań wojennych miasto zostało zniszczone prawie w 70%
- 1946-1975 – odbudowa najstarszej części miasta
- 1974 – w 30. rocznicę powstania PRL, za wkład w budowanie socjalizmu, miasto zostało odznaczone Orderem Sztandaru Pracy II klasy[14]
- 1975 – Łomża stolicą województwa łomżyńskiego
- 1991 – wizyta w mieście papieża Jana Pawła II
- 1999 – Łomża siedzibą powiatu grodzkiego i stolicą powiatu ziemskiego

## Demografia
Wykres liczby ludności miasta Łomży od 1939 roku.
Struktura demograficzna mieszkańców Łomży według danych z 31 grudnia 2017:
| Opis                                | Ogółem | Ogółem | Kobiety | Kobiety | Mężczyźni | Mężczyźni |
| ----------------------------------- | ------ | ------ | ------- | ------- | --------- | --------- |
| Jednostka                           | osób   | %      | osób    | %       | osób      | %         |
| Populacja                           | 63 092 | 100    | 32 962  | 52,24   | 30 130    | 47,76     |
| Wiek przedprodukcyjny (0–17 lat)    | 11 020 | 17,47  | 5467    | 8,67    | 5553      | 8,8       |
| Wiek produkcyjny (18–65 lat)        | 39 870 | 63,19  | 19 062  | 30,21   | 20 808    | 32,98     |
| Wiek poprodukcyjny (powyżej 65 lat) | 12 202 | 19,34  | 8433    | 13,37   | 3769      | 5,97      |

31 grudnia 2014 roku miasto Łomża miało 62 779 mieszkańców i plasowało się pod tym względem na 3. miejscu w województwie podlaskim. Przyrost naturalny był dodatni i wynosił 1,64 na 1000 mieszkańców, saldo migracji wynosiło -126 oraz odnotowano zawarcie 322 małżeństw.

## Architektura

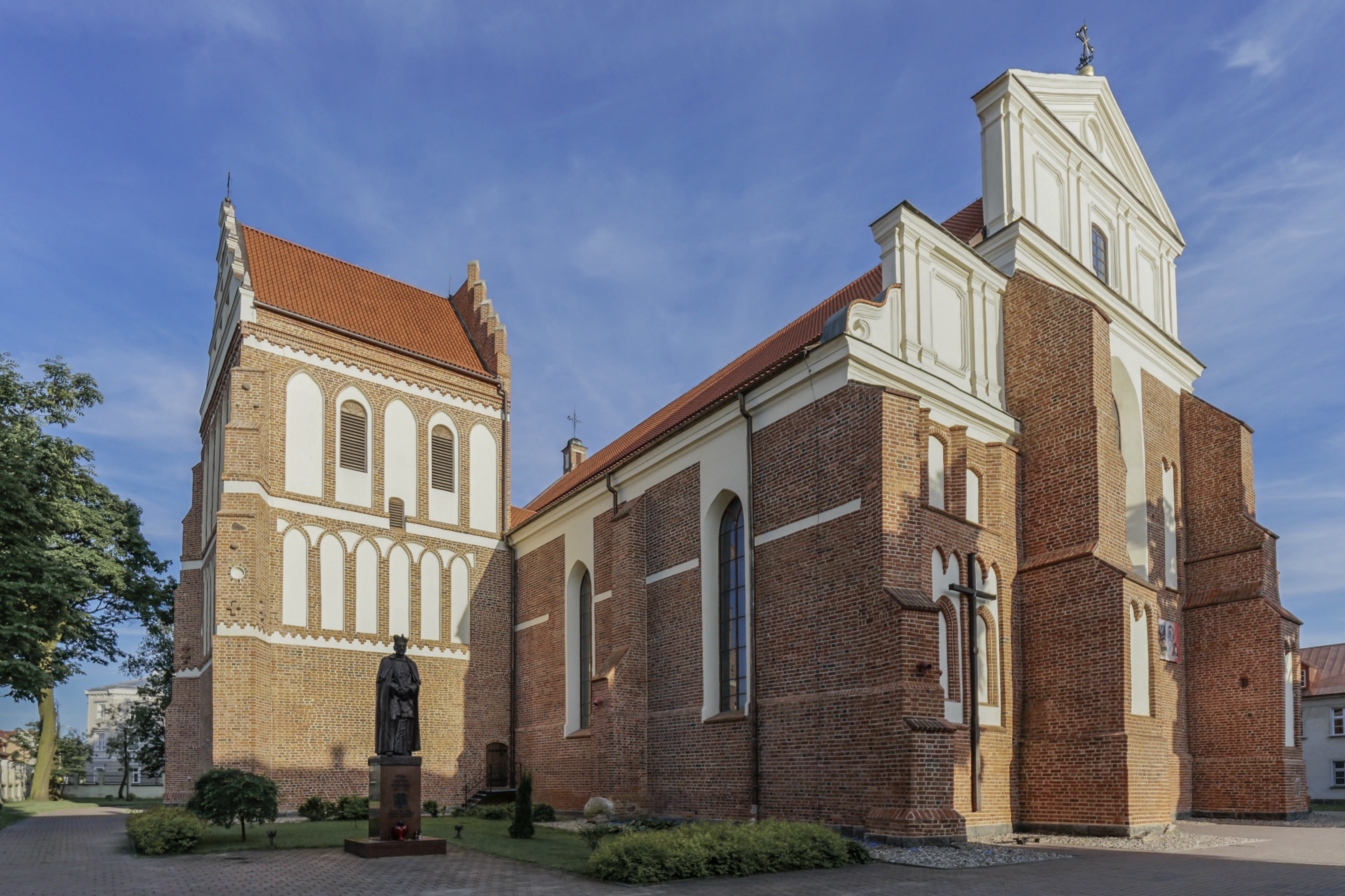
Katedra św. Michała Archanioła

### Układ urbanistyczny
Układ urbanistyczny Starego Miasta przedstawia założenia średniowieczne, gdyż charakteryzuje się prostokątnym układem ulic i bloków zabudowy. Mimo działań wojennych prowadzonych w mieście, układ zachował się i jest widoczny w granicach ulic Dwornej, Krótkiej, Krzywe Koło i Szkolnej. Historyczny układ przestrzenny miasta został uznany za zabytek urbanistyki decyzją Wojewódzkiego Konserwatora Zabytków w Białymstoku. Ochroną konserwatorską został objęty obszar w granicach ulic: Zamiejskiej, Zjazdu, rzeki Narew oraz ulic Sikorskiego, Polowej, 3 Maja i Wiejskiej. W granicach administracyjnych miasta znajdują się również historyczne place targowe, tj. Stary i Nowy Rynek, Plac Niepodległości oraz dawny Rynek Wołowy.

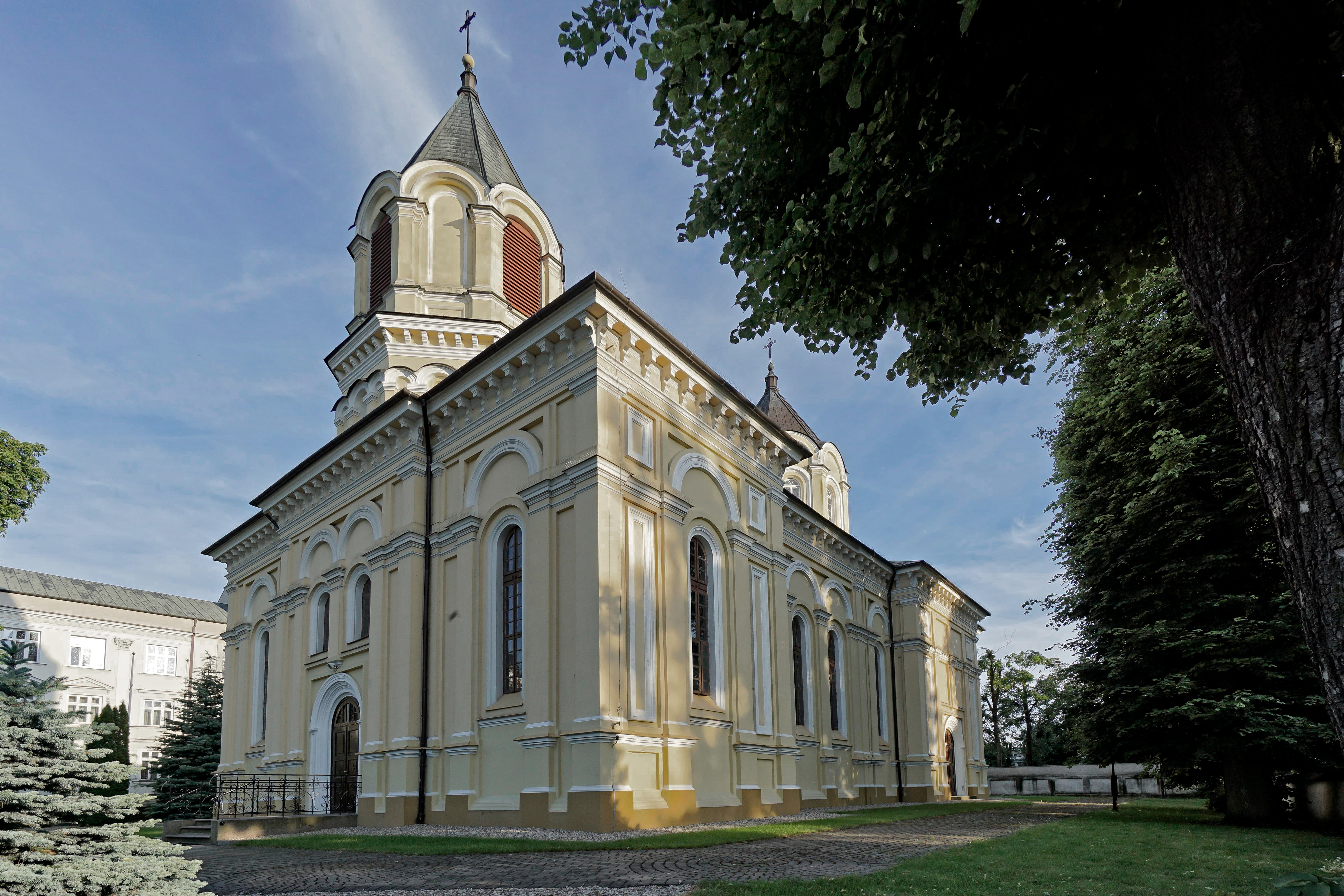
Kościół Wniebowzięcia NMP w Łomży

### Zabytki

#### Sakralne

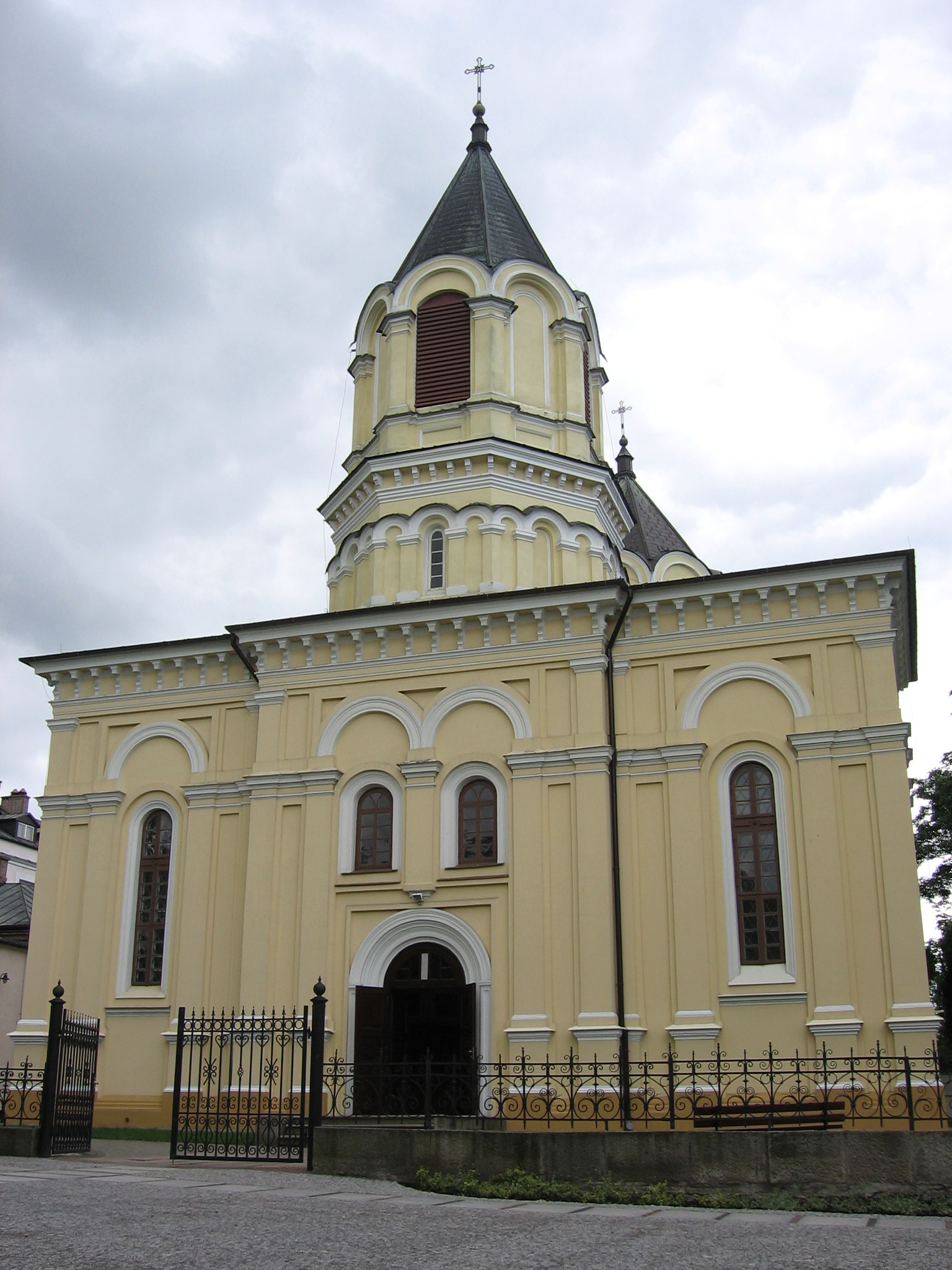
Kościół Wniebowzięcia NMP, dawna cerkiew garnizonowa z 1877 roku

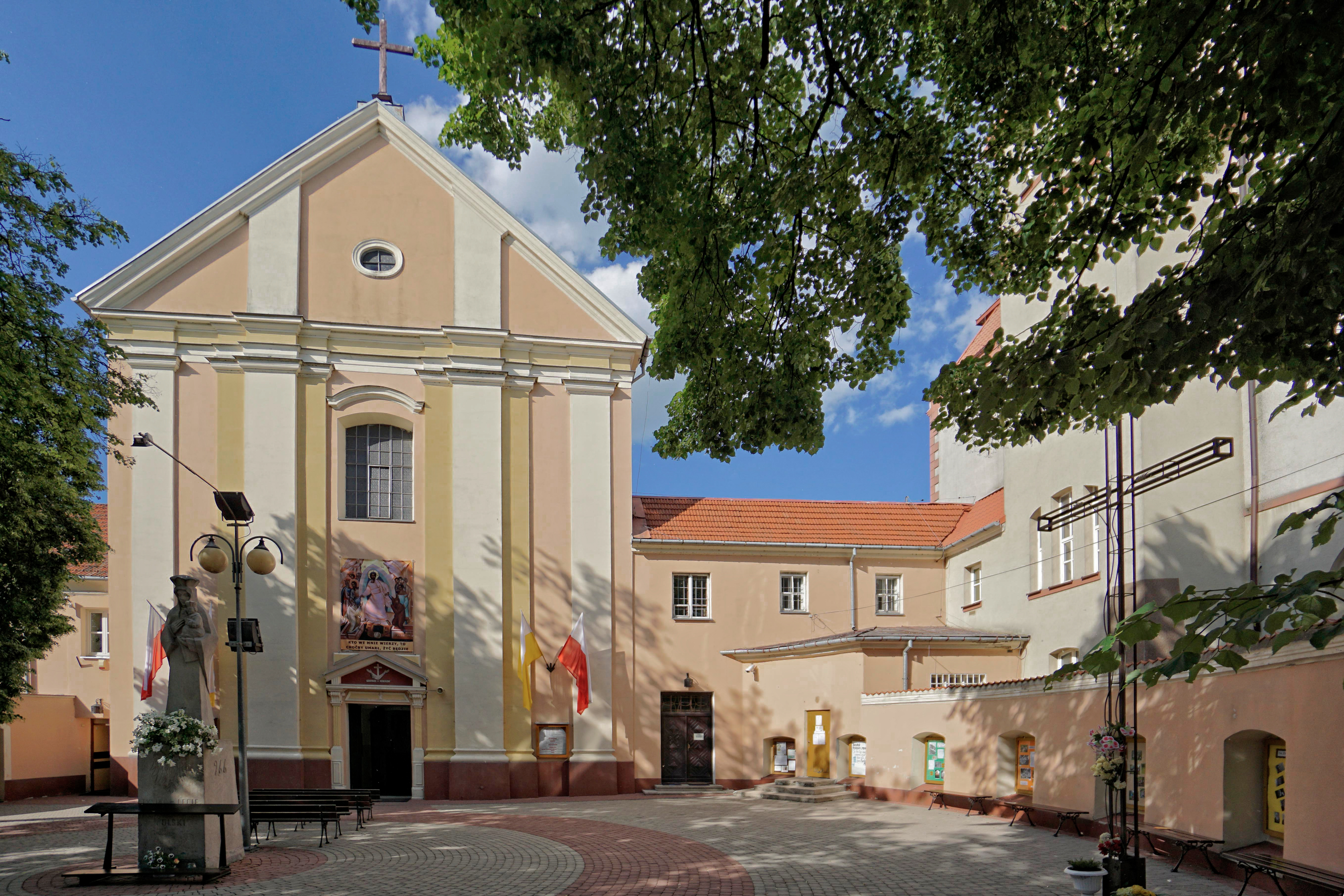
Zespół klasztorny OO Kapucynów

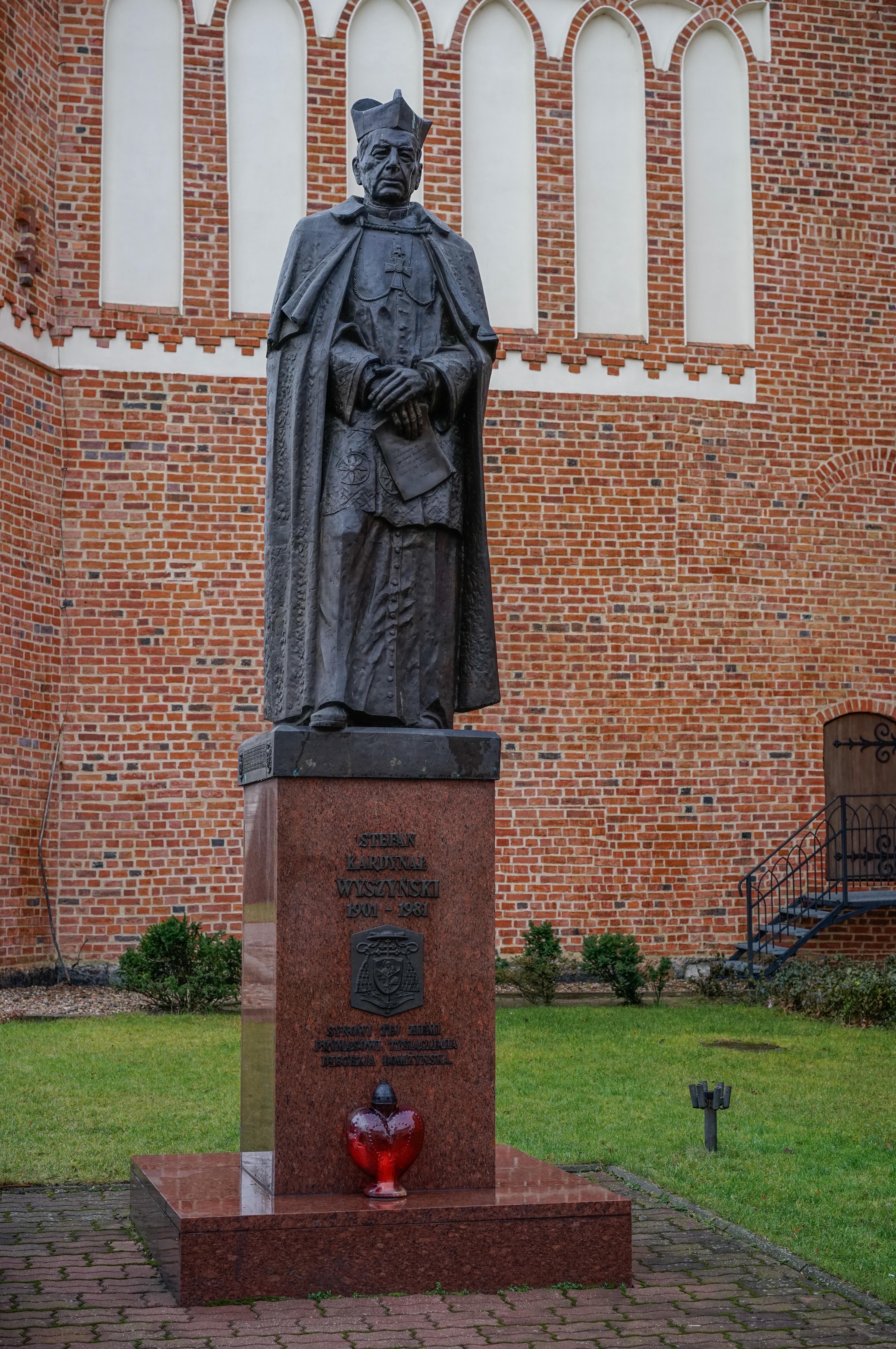
Pomnik Kardynała Stefana Wyszyńskiego w Łomży

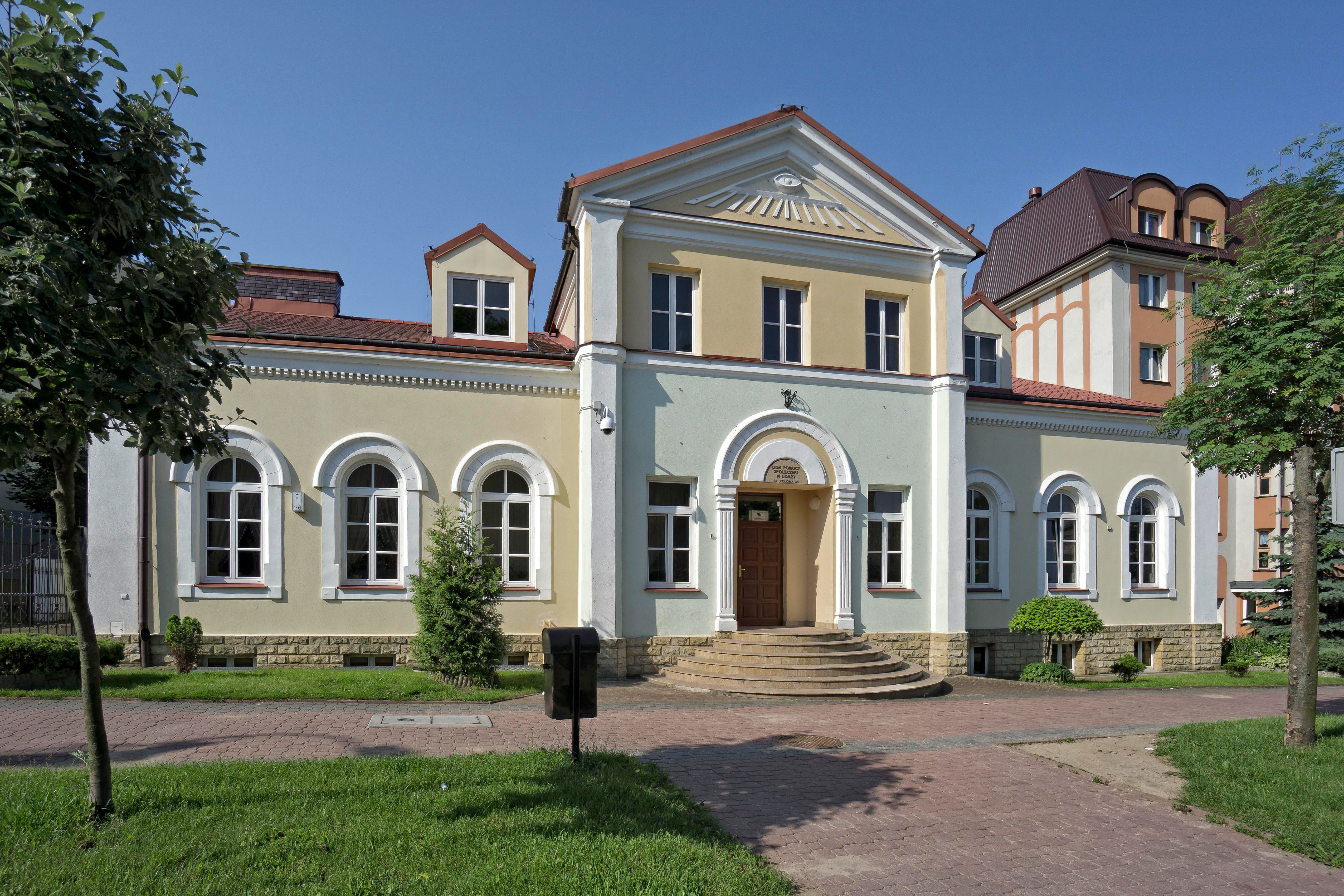
Dom Pomocy Społecznej

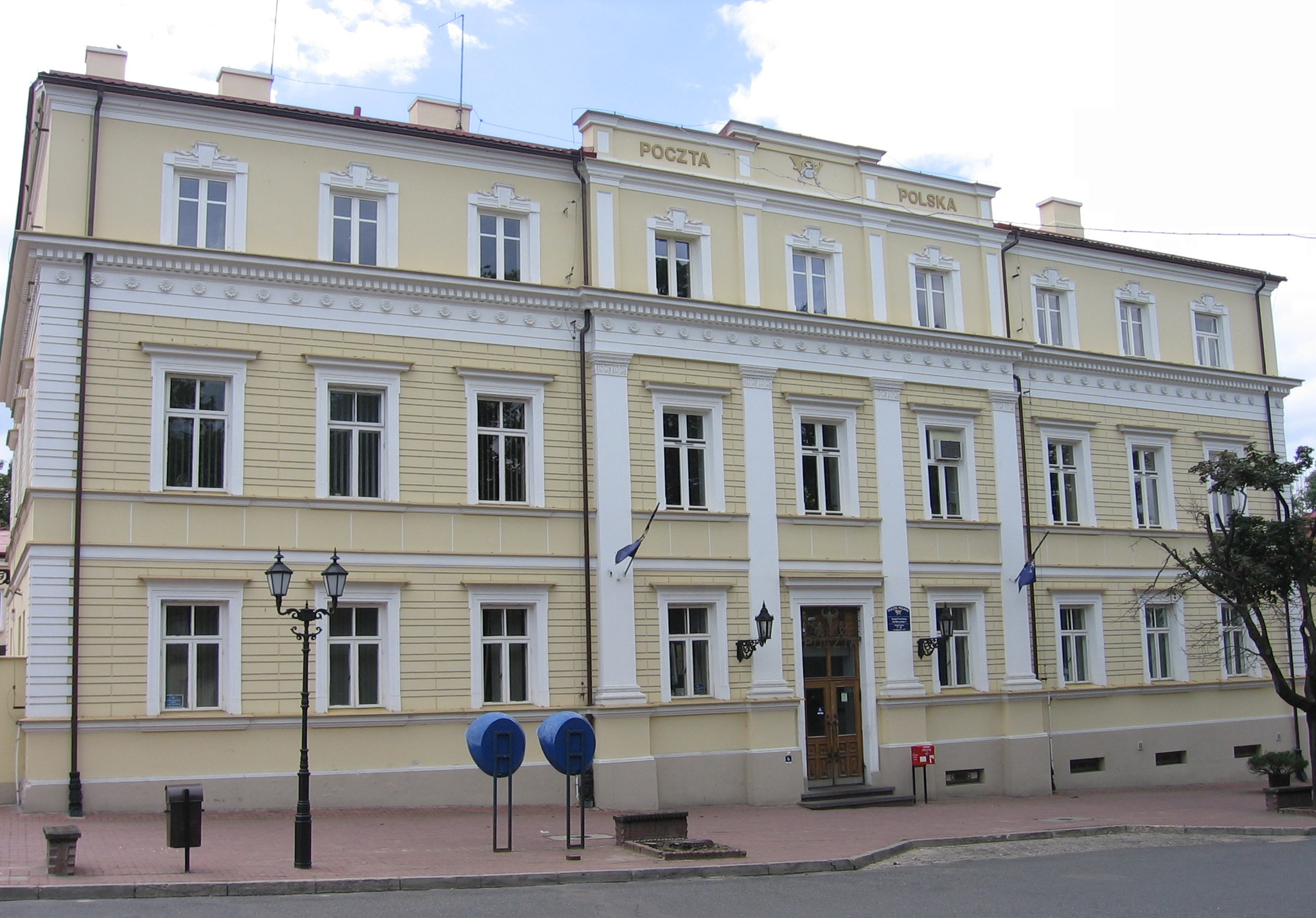
Budynek Poczty Głównej w Łomży

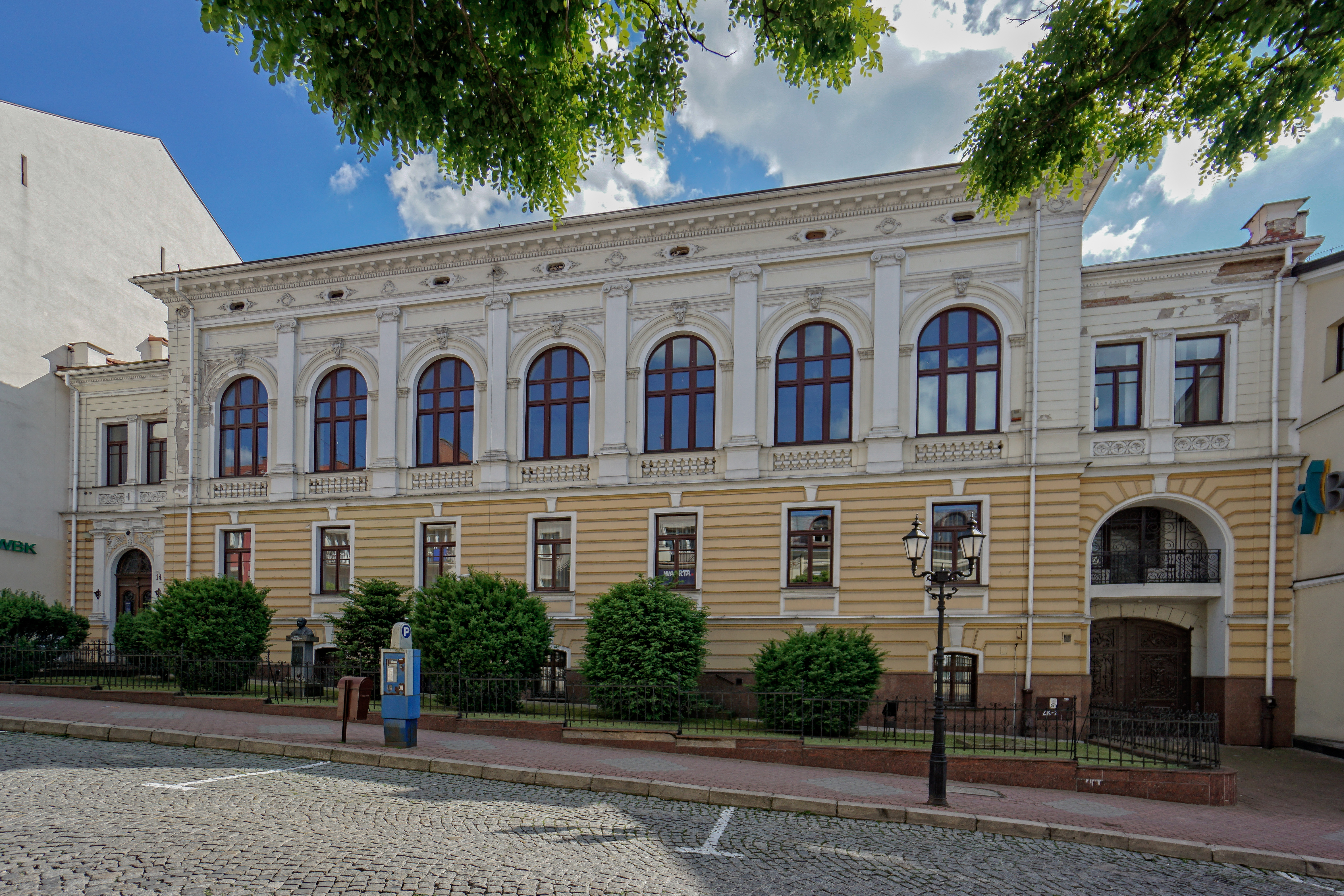
Bank Państwa przy ulicy Dwornej, obecnie przynależący do Sądu Okręgowego w Łomży.

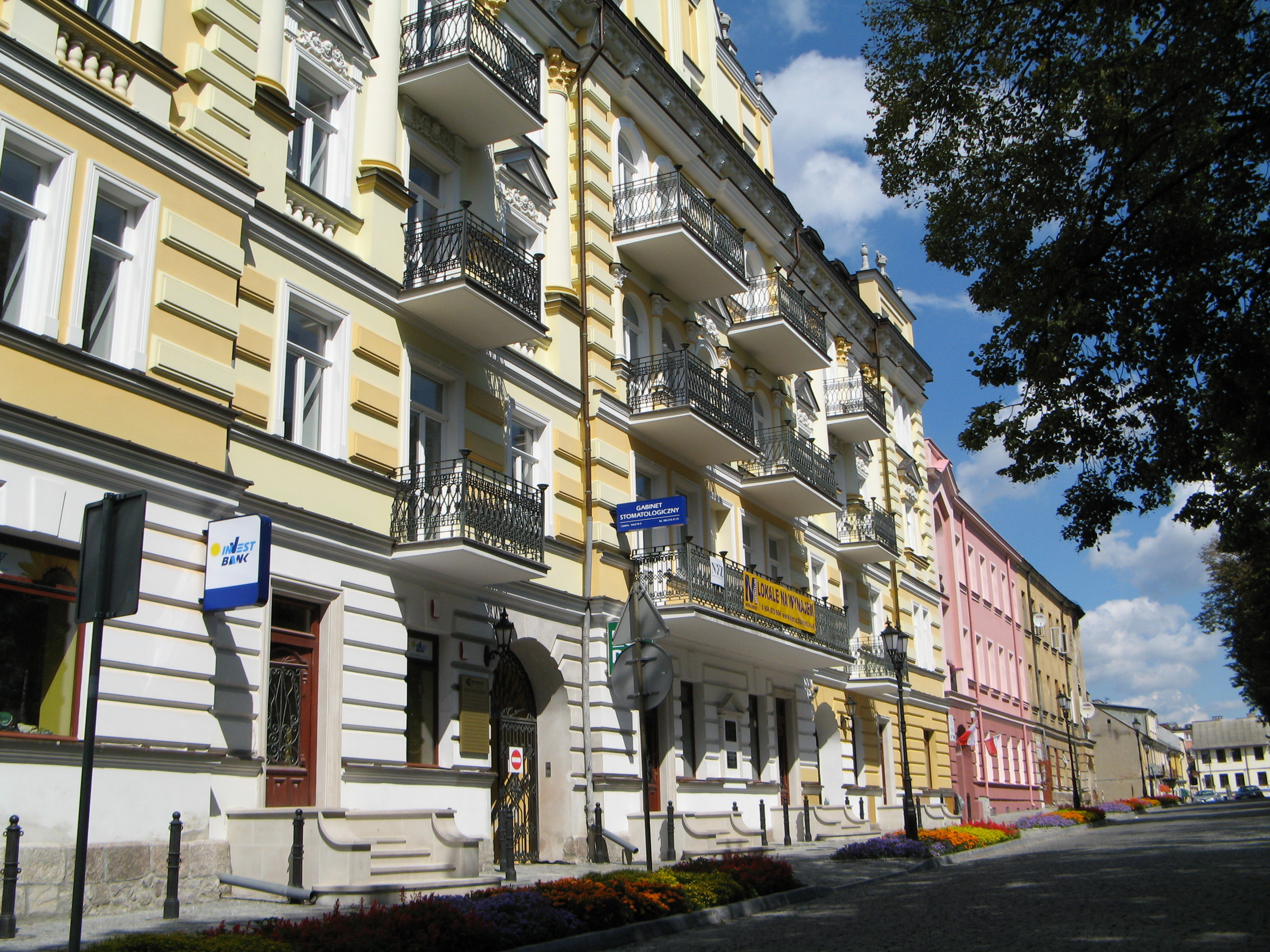
Ulica Sienkiewicza

- Katedra św. Michała, późnogotycka. Budowę rozpoczęto prawdopodobnie w 1504 roku, a nawę ukończono w 1526 r., ul. Dworna.
- Kościół i klasztor oo. Kapucynów, barok toskański. Wzniesiony 1770–1798 na skarpie nad Narwią (tzw. Popowa Góra). W bocznej kaplicy współczesny obraz przedstawiający bł. o. Honorata Koźmińskiego, kapucyna. W pomieszczeniu przy bocznym wejściu co roku w okresie Bożego Narodzenia uruchamiana jest ruchoma szopka, ul. Krzywe Koło. W tym miejscu znajdował się pierwszy gotycki kościół parafialny w Łomży.
- Zespół klasztorny ss. Benedyktynek, ul. Dworna.
- Pałac Biskupi z 1925 r. w stylu neoklasycystycznym, ul. Sadowa. Obok Plebania z XVIII w.
- Kościół Wniebowzięcia NMP z 1877 r. styl neorosyjski. Dawna cerkiew garnizonowa. Do dziś zachował formy architektoniczne typowe dla cerkwi prawosławnych, pl. Jana Pawła II.
- Wyższe Seminarium Duchowne z 1866 r. Dawny pałac rosyjskiego gubernatora, pl. Jana Pawła II.
- Cmentarz Katedralny w Łomży z XVIII w. Jeden z najstarszych na Mazowszu. Obejmuje zespół cmentarzy (rzymskokatolicki, ewangelicko-augsburski, prawosławny), ul. Kopernika.
  - Kaplica rodziny Śmiarowskich (1838).
  - Dom Pogrzebowy (1853).
  - Brama w stylu neogotyckim (1879).
  - Kaplica ewangelicka w stylu klasycystycznym (XIX w.)
- Cmentarz żydowski (stary) – z XIX-wiecznymi macewami wykonanymi z głazów narzutowych. Jeden z nielicznych tego typu w Europie, ul. Rybaki.
- Cmentarz żydowski (nowy) z zachowanym domem pogrzebowym, ul. Wąska.
- Dom Pastora z XIX w., ul. Krzywe Koło.

#### Stary Rynek

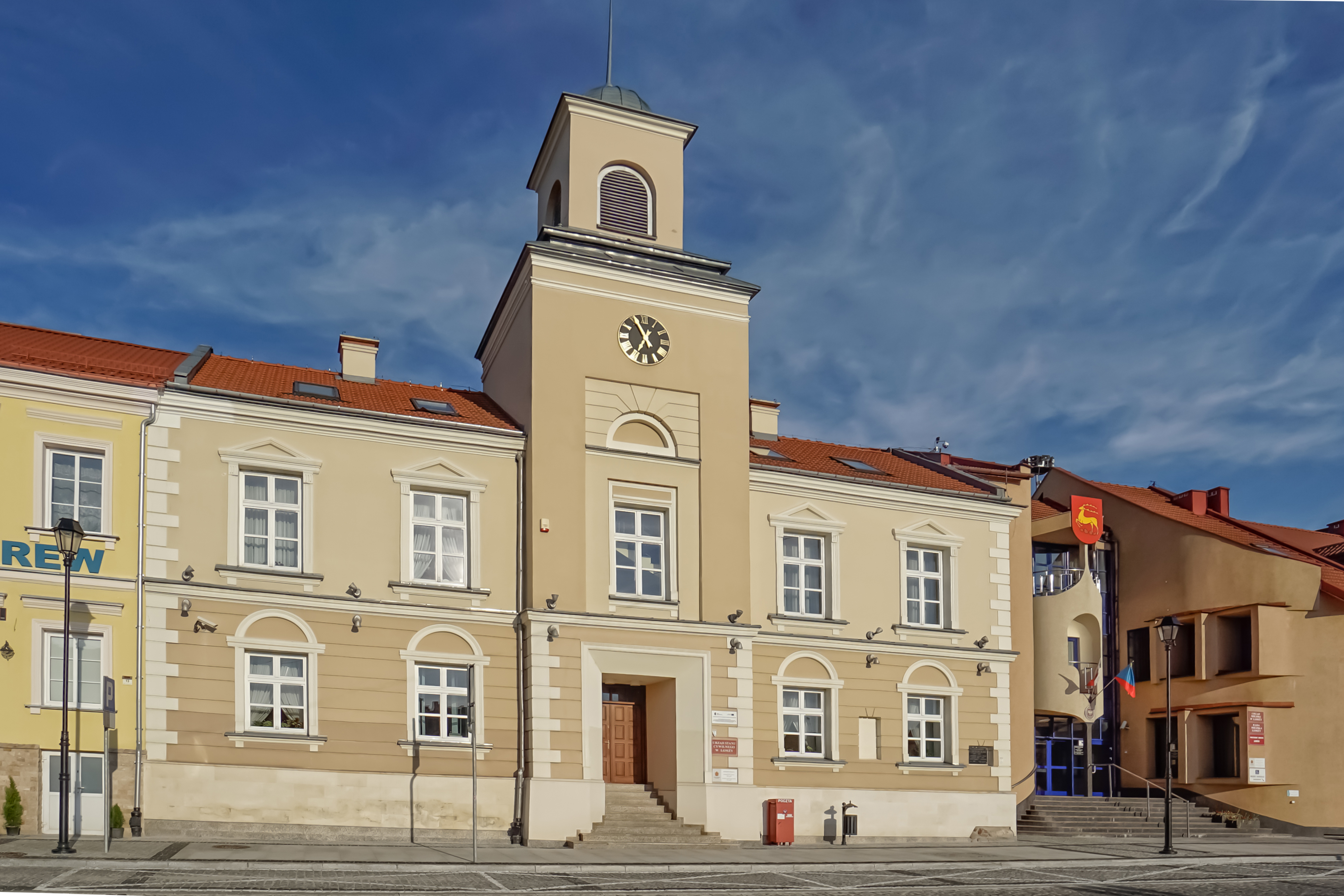
Ratusz w Łomży

- Ratusz – klasycystyczny. Wzniesiony w latach 1822–1823. W ścianie tablica upamiętniająca nadanie praw miejskich. Obok nowy ratusz oddany do użytku w 1998 r. projektu Jerzego Ullmana z Białegostoku.

- Kamieniczki z arkadami – pseudobarokowe. W większości odbudowane po II wojnie światowej, proj. Urszuli i Adolfa Ciborowskich.
- Hala targowa z 1928 r.

#### Ulica Dworna
- Kasa Przemysłowców Łomżyńskich (ob. Sąd Okręgowy) – neobarokowy z 1909 r.[19]
- Siedziba Sądu Okręgowego w Łomży, dawniej Banku Santander – 1888. Fasada siedmioosiowa.
- Kasa Oszczędności (ob. Bank Gospodarki Żywnościowej) z końca XIX w.
- Gmach Muzeum Północno-Mazowieckiego – przełom XVIII/XIX w.

#### Ulica Sienkiewicza
- Kamienica rodziny Śledziewskich, na budynku znajduje się tablica upamiętniająca śmierć Leona Kaliwody.

#### Pozostałe wybrane zabytki
- Budynek I LO z 1914 r., ul. Bernatowicza 4, według projektu Feliksa Nowickiego.
- Szkoła z 1906 r. (ob. II LO) projektu Feliksa Nowickiego, pl. Kościuszki 3.
- Budynek poczty z 1843 r., pl. Pocztowy 1. Od początku istnienia nie zmienił swojej funkcji.
- Więzienie Gubernialne z 1892 r. (ob. Szkoła Muzyczna), Al. Legionów 36
- Dom Ludowy z 1905 r. (ob. siedziba Okręgowej Komisji Egzaminacyjnej), Al. Legionów 9; obok Park Ludowy.
- Dom Pomocy Społecznej z 1882 r. (dawniej Dom Starców), ul. Polowa 39. Neorenesansowy.
- Rzeźnia Miejska z 1906 r.,ul. Nowogrodzkiej, obecnie restauracja i pensjonat.
- Szpital Świętego Ducha w Łomży z 1886 r., ul. Wiejska 16, obecnie Szkoła Policealna Ochrony Zdrowia.
- Szpital Żydowski w Łomży z 1857 r., ul. Senatorska 13, obecnie III Liceum Ogólnokształcące.

#### Zabytki nieistniejące

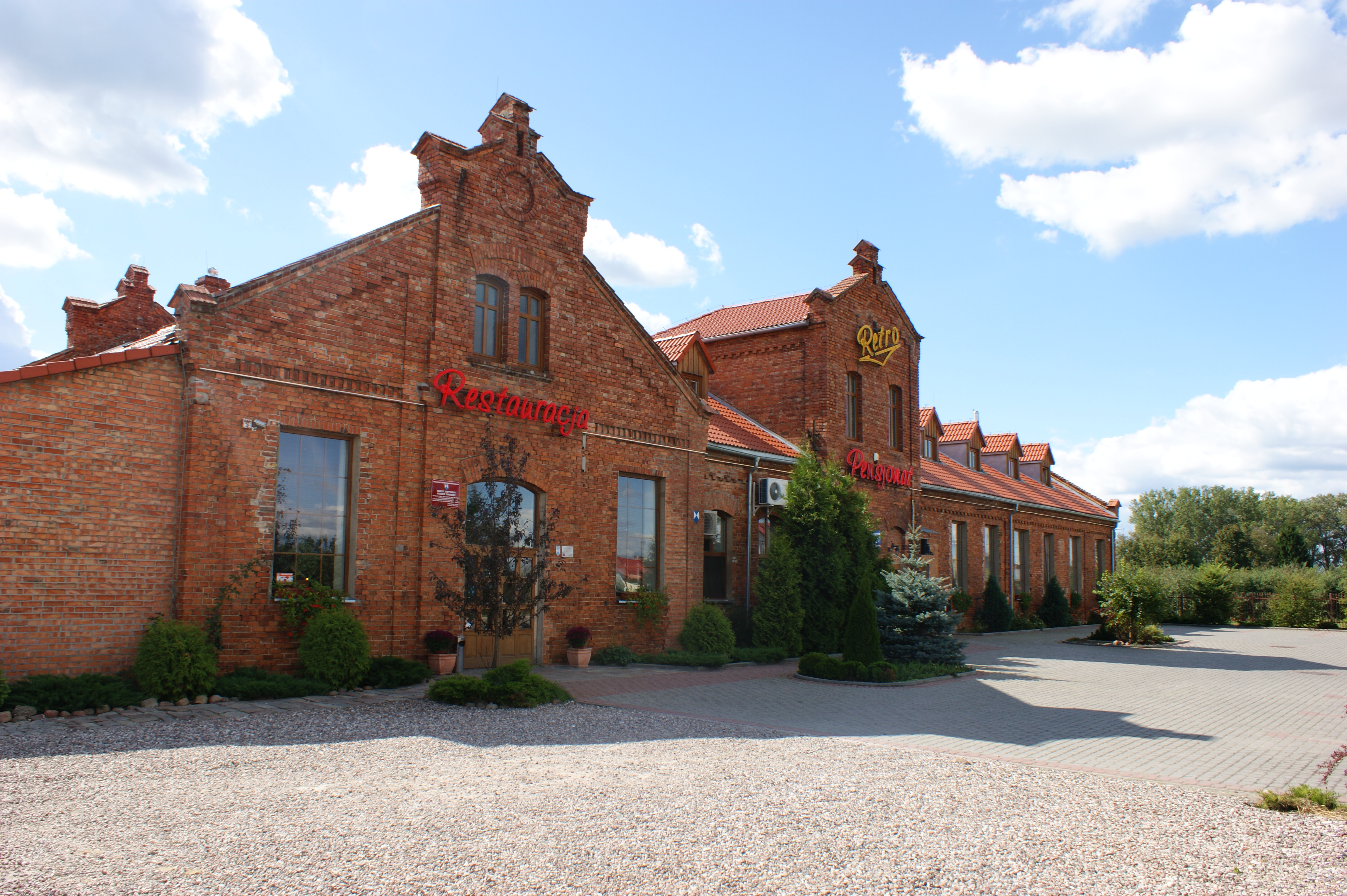
Rzeźnia Miejska, wykorzystywana jako restauracja i pensjonat

- Kościół Jezuitów pw. św. Stanisława Kostki z lat 1621–1732 w stylu barokowym. W 1630 roku pochowano w nim wojewodę Adama Kossobudzkiego. W XVIII wieku objęli go pijarzy, a w XIX wieku luteranie. W nim w 1899 r. Józef Piłsudski przeszedł na ewangelicyzm. Zniszczony w 1944 roku przez wojska niemieckie. Znajdował się przy ul. Rządowej.
- Kościół parafialny pw. św. Wawrzyńca i św. Katarzyny na Popowej Górze. Zbudowany przed 1392 r. w stylu gotyckim z fundacji biskupa płockiego Andrzeja z Radzymina, w XVI wieku znajdował się w nim nagrobek księcia Janusza III. Przed 1787 rokiem zburzony. Na jego miejscu zbudowano nowy późnobarokowy kościół w latach 1781–1788. Obecnie w tym miejscu znajduje się klasztor Kapucynów.
- Stary ratusz z wieżą, znajdujący się pośrodku Rynku – rozebrany w 1825 r.
- Kolegium Pijarów z XVIII wieku, barokowe. Zburzone w 1898 r.
- Kościół szpitalny pw. Świętego Ducha z 1 ćw. XVI w., fundacji książąt mazowieckich. Gotycki z cegły. Położony był przy kościele św. Michała. Zburzony przed 1663 rokiem.
- Kino Mirage z 1910 r. w stylu eklektycznym
- Mała Synagoga
- Wielka Synagoga

#### Pomniki

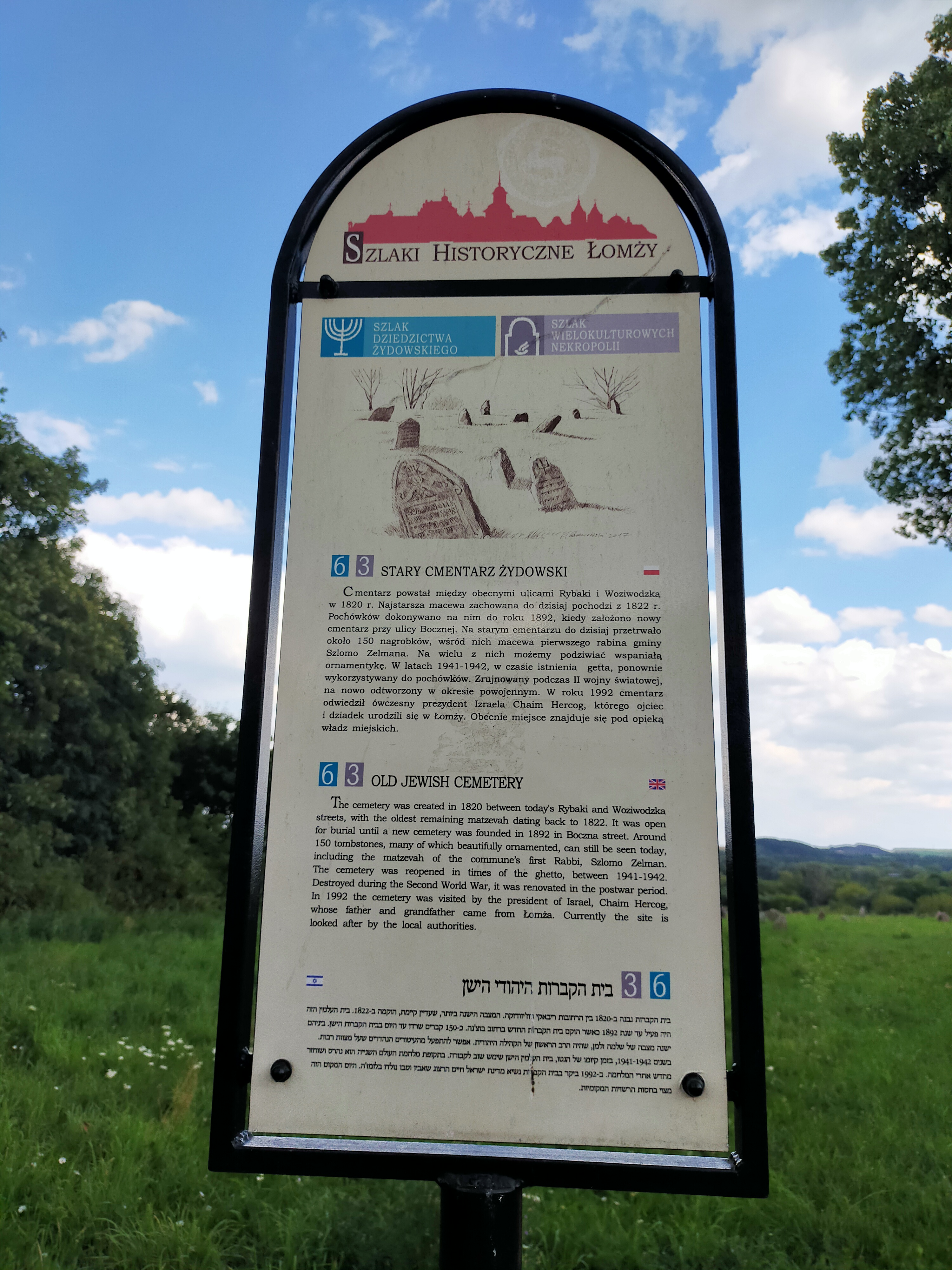
Stary kirkut w Łomży

Pomniki i tablice upamiętniające znajdujące się w Łomży
- Pomnik w Hołdzie Żołnierzom 33 Pułku Piechoty
- Pomnik Bohdana Stefana Winiarskiego
- Pomnik Bojownikom Nieznanym Straconym przez Najeźdźców-Rosjan w 1831 r.
- Pomnik Bojownikom Za Wolność Ojczyzny
- Pomnik Harcerzom Ziemi Łomżyńskiej
- Pomnik Jakuba Wagi
- Pomnik Kardynała Stefana Wyszyńskiego
- Pomnik – ławeczka Hanki Bielickiej
- Pomnik Ofiar Represji Stalinowskich
- Pomnik Pamięci Bohaterów Walk o Wolność i Niepodległość Polski oraz Więźniów Politycznych Zamęczonych i Pomordowanych w latach 1939–1956
- Pomnik Pamięci Żołnierzy Armii Krajowej Obwodu Łomżyńskiego
- Pomnik poświęcony Ojcu Św. Janowi Pawłowi II
- Pomnik poświęcony Tadeuszowi Kościuszce
- Pomnik Stacha Konwy
- Pomnik Zygmunta Glogera
- Popiersie Bohdana Winiarskiego, sędziego MTS w Hadze i prezesa Banku Narodowego w Londynie
- Tablica ufundowana w „Hołdzie patriotom polskim więzionym w tych murach w okresie zaborów, okupacji hitlerowskiej i stalinowskiej” na gmachu dawnego więzienia
- Tablica żydowska

##### Pomniki przyrody
W mieście znajduje się 12 pomników przyrody wpisanych do rejestru Wojewódzkiego Konserwatora Przyrody. Głównie są to pojedyncze drzewa wiekowe, które znajdują się na terenach parków miejskich:
- Park Jakuba Wagi – założony w 1842. Dawniej Ogród Spacerowy. Między ul. Wojska Polskiego, Glogera, Nowogrodzką i Ogrodową
- Park Jana Pawła II – obok Sanktuarium Miłosierdzia Bożego. Między ul. Wyszyńskiego, Zawadzką i Prusa
- Park Ludowy – założony w 1905 przy Al. Legionów

## Gospodarka
| Sektor            | pracujący | udział % |
| ----------------- | --------- | -------- |
| Rolnictwo         | 51        | 0,4      |
| Przemysł          | 3258      | 25,4     |
| Usługi rynkowe    | 4657      | 36,3     |
| Usługi nierynkowe | 4875      | 38,0     |
| Ogółem            | 12 828    | 100,0    |

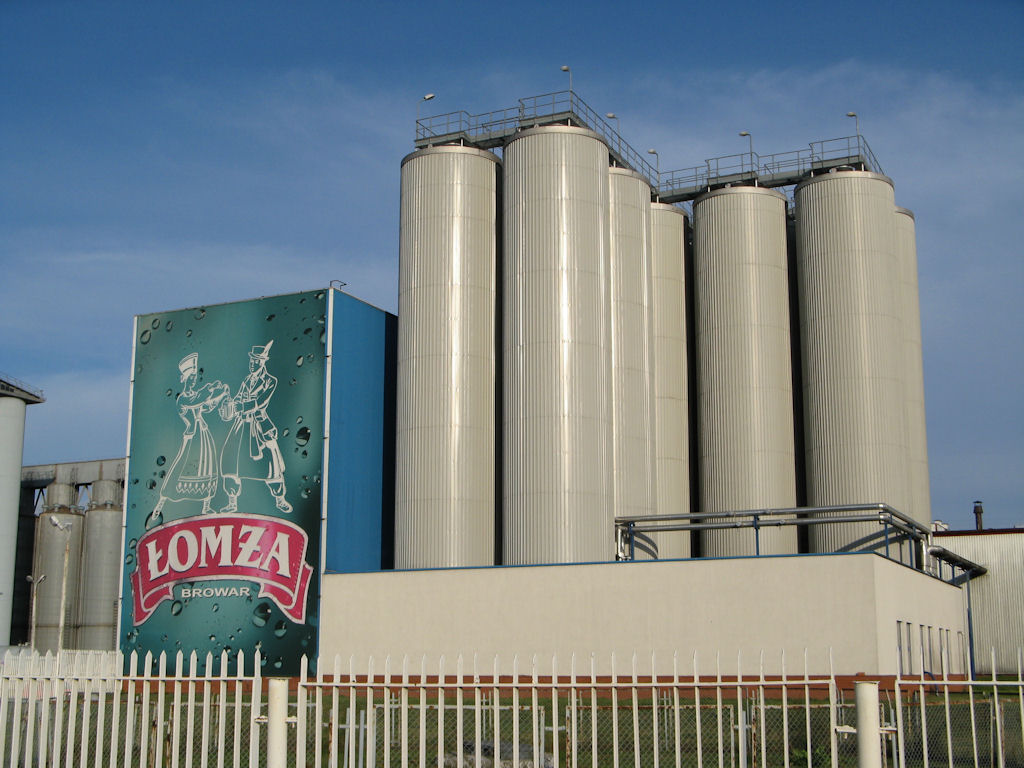
Browar Łomża

Położenie Łomży w regionie o charakterze rolniczo-leśnym wskazuje na podstawowe kierunki rozwoju gospodarczego, którymi są branże nieuciążliwe ekologicznie, tj. przemysł spożywczy, browarnictwo, elektronika, przemysł materiałów budowlanych, drzewny, meblarski, produkcja i przetwórstwo płodów rolnych, a także turystyka i agroturystyka.
Na terenie miasta nie istnieje żadne duże przedsiębiorstwo zatrudniające ponad 1000 pracowników, jednak funkcjonują przedsiębiorstwa, które znalazły się w Podlaskiej Setce Przedsiębiorców. Są to m.in. Browar Łomża, DE HEUS (producent pasz dla zwierząt), DOMEL (producent okien bezołowiowych), FARGOTEX (importer tkanin meblowych), KONRAD (importer jałowic hodowlanych), Łomżyńska Fabryka Mebli, PEPEES (producent skrobi ziemniaczanej), Purzeczko (ochrona osób i mienia), UniGlass Polska (producent szyb zespolonych). Miasto jest siedzibą Podlaskiej centrali Agencji Restrukturyzacji i Modernizacji Rolnictwa.
Na koniec 2007 roku liczba pracujących w mieście Łomży wynosiła 13 408, w tym 7170 kobiet, natomiast stopa bezrobocia na koniec września 2012 roku wynosiła 15,8%. Liczba podmiotów gospodarczych zarejestrowanych w rejestrze REGON na maj 2020 r. w Łomży funkcjonuje 6497 podmiotów gospodarki narodowej, w tym 62 zakwalifikowano jako średnie, a 3 – duże. Jedna z tych jednostek obejmuje ponad 999 osób.
We wrześniu 2019 liczba zarejestrowanych bezrobotnych wynosiła 1800 osób, a stopa bezrobocia wynosiła 7,3%.
Według danych GUS bezrobocie rejestrowane w Łomży wynosiło w 2021 roku 6,7% (7,4% wśród kobiet i 6,0% wśród mężczyzn). Jest to nieznacznie mniej od stopy bezrobocia rejestrowanego dla województwa podlaskiego oraz znacznie więcej od stopy bezrobocia rejestrowanego dla całej Polski.
Więcej: https://www.polskawliczbach.pl/Lomza#rynek-pracy

## Transport

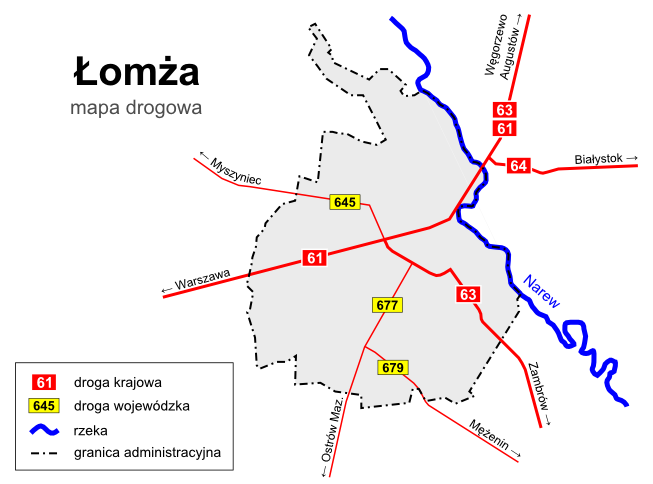
Obwodnica Łomży (2024)

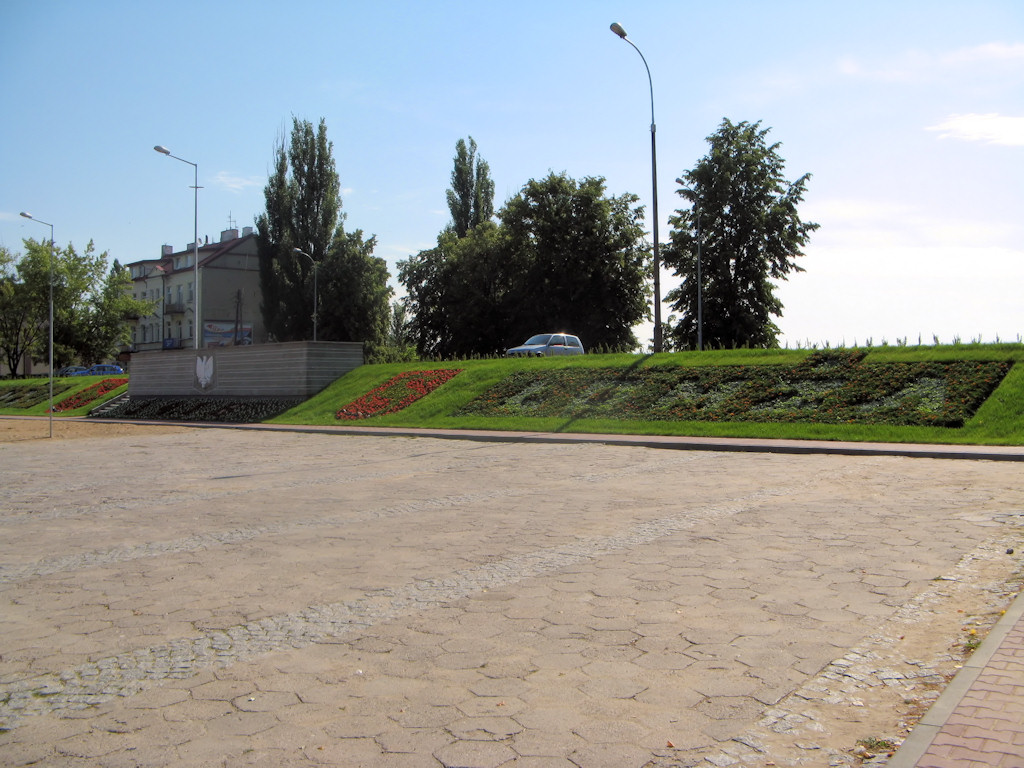
Plac Niepodległości
(dawniej Plac Zambrowski)

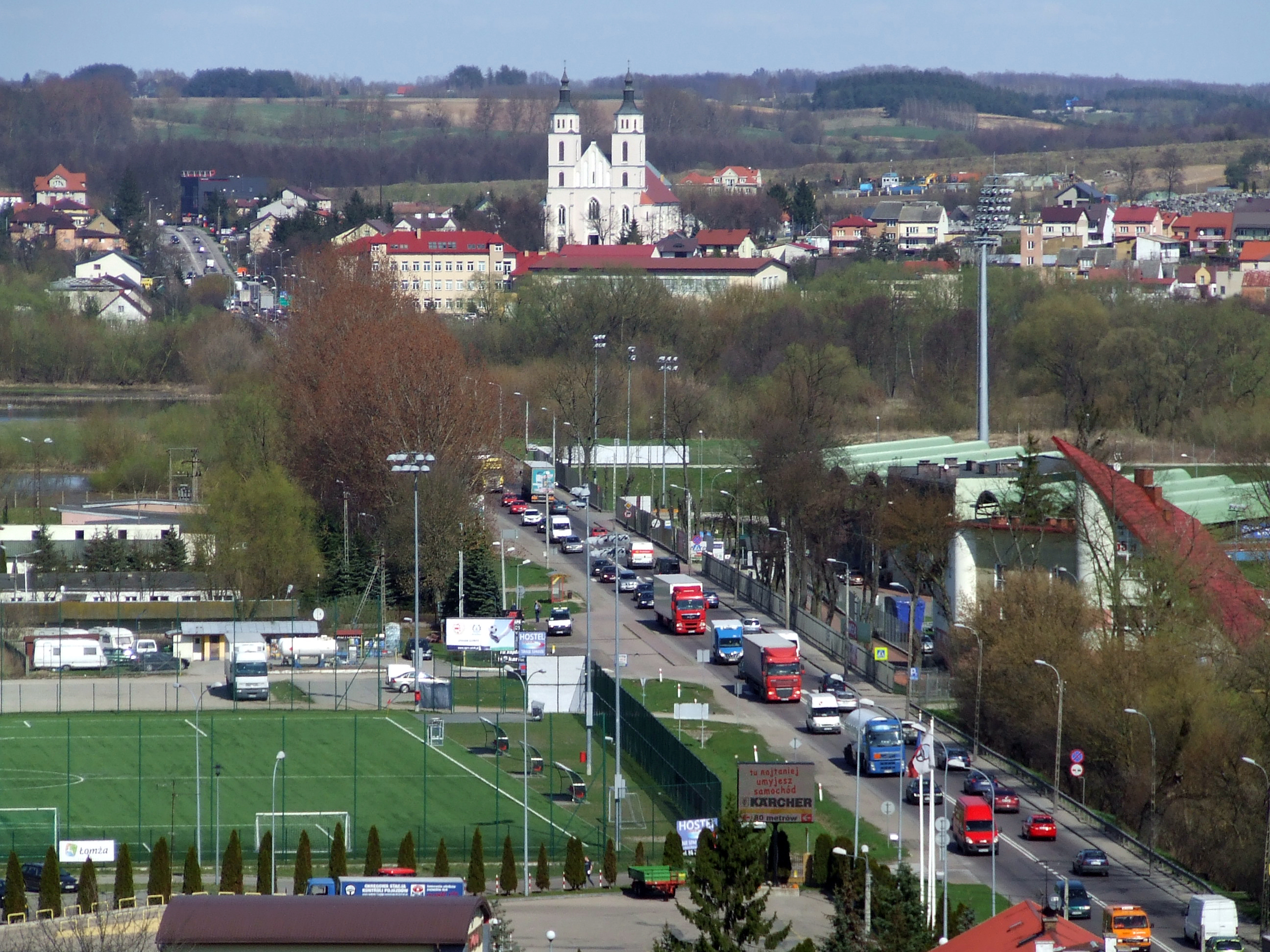
Droga krajowa (widok z hotelu Gromada) łącząca Łomżę z Piątnicą należy do jednych z najbardziej ruchliwych.

### Transport drogowy
Zgodnie z raportem z konsultacji społecznych ws. strategii rozwoju I Paneuropejskiego Korytarza Transportowego (Via Baltica) przygotowanym przez agencję Scott&Wilson na zlecenie GDDKiA trasa powinna przebiegać wariantem nr 42, czyli prowadzącym przez Łomżę. Władze miasta już od kilku lat zabiegały o wspomnianą inwestycję i nagłaśniały całą sprawę ze względu na możliwość rozwoju miasta i kwestie ochrony środowiska. 20 października 2009 roku Rada Ministrów przyjęła Rozporządzenie zmieniające rozporządzenie w sprawie sieci autostrad i dróg ekspresowych, przedłożone przez Ministra Infrastruktury, w którym został zatwierdzony nowy przebieg Via Baltici po śladzie nowej drogi ekspresowej S61.
Przez miasto przebiegają drogowe szlaki komunikacyjne, takie jak:
| Numer drogi | Rodzaj drogi | Przebieg                                                                                                  |
| ----------- | ------------ | --- |
|             |              | |
| S61         | ekspresowa   | Ostrów Maz. – Różan – Ostrołęka – Łomża – Grajewo – Augustów - Ełk - Suwałki - Budzisko (granica państwa) |
|             |              | |
| 63          | krajowa      | Węgorzewo – Giżycko – Orzysz – Pisz – Łomża – Zambrów – Siedlce – Radzyń Podlaski – Sławatycze            |
| 64          | krajowa      | Łomża – Piątnica Poduchowna – Wizna – Jeżewo Stare – Białystok                                            |
| 645         | wojewódzka   | Myszyniec – Łyse – Zbójna – Nowogród – Łomża                                                              |
| 677         | wojewódzka   | Łomża – Śniadowo – Ostrów Mazowiecka                                                                      |
| 679         | wojewódzka   | Mężenin – Gać – Podgórze – Łomża                                                                          |
|             | powiatowa    | Wizna – Łomża                                                                                             |

W czasach Polski Ludowej, do grudnia 1985 roku, w mieście krzyżowały się drogi państwowe nr 11 relacji Warszawa – Ostrołęka – Łomża – Suwałki oraz nr 24 relacji Łomża – Zambrów – Siedlce – Lublin.

#### Mosty

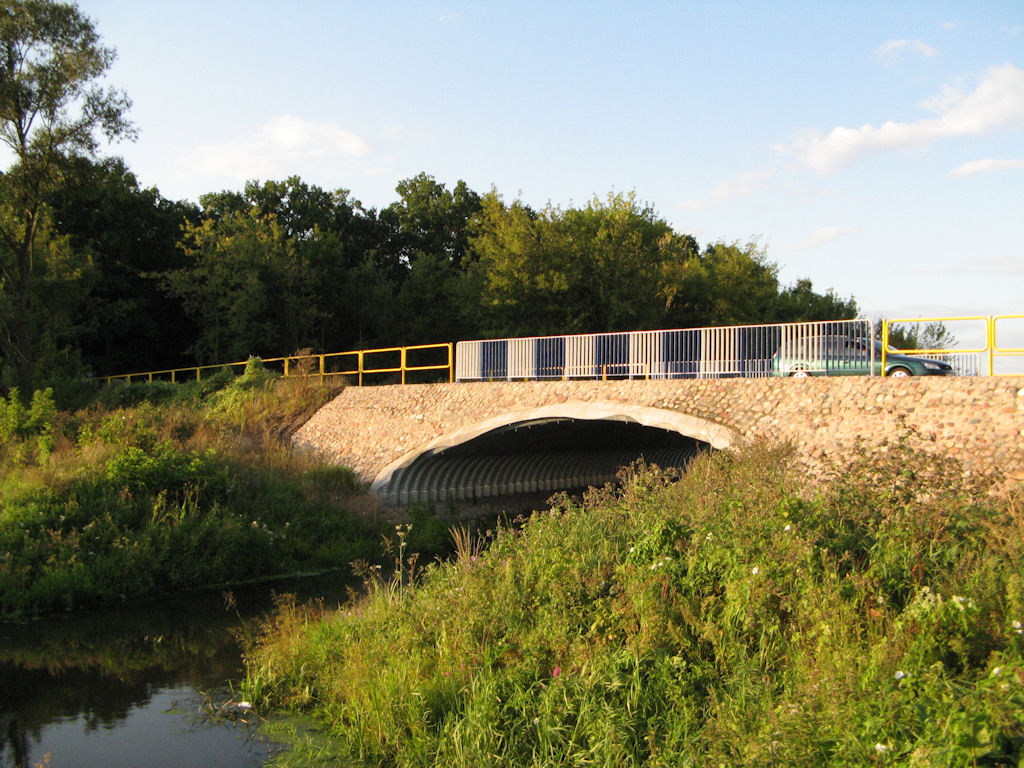
Łomża – most na Łomżyczce

W Łomży na rzece Narew znajdują się dwa mosty: stary most w ciągu ul. Zjazd (łączący miasto z Piątnicą Poduchowną i będący przeprawą na drogach krajowych 61 i 63) i nowy most w ciągu ul. Wł. Sikorskiego (łączący miasto z Piątnicą Włościańską). Ponadto na rzeczce Łomżyczce jest 6 mostów. Ze względu na zły stan techniczny starego mostu od lipca 2006 roku obowiązuje na nim ograniczenie wagowe dopuszczające ruch pojazdów o masie całkowitej nieprzekraczającej 30 ton. W związku z planowaną budową obwodnicy ma powstać trzeci most łączący brzegi Narwi.

#### Transport autobusowy
Łomża posiada 19 linii autobusowych, zarządzanych przez MPK Łomża.
Ponadto w mieście znajduje się dworzec PKS i PKP. W komunikacji międzymiastowej główną rolę odgrywa przedsiębiorstwo PKS Nova, zapewniające połączenia z Warszawą, Białymstokiem, Olsztynem, Ełkiem, Ostrołęką, Suwałkami, Augustowem, Białowieżą, Hajnówką, Goniądzem oraz z pobliskimi miastami i wioskami.

#### Transport rowerowy
W 2016 roku długość wszystkich dróg rowerowych w mieście wynosiła 27,4 km. Plany miasta zakładają budowę kolejnych 22 km ścieżek. W mieście funkcjonuje system roweru miejskiego ŁoKeR, zarządzany przez firmę BikeU. Obecnie składa się z 15 stacji.
Do wypożyczenia jest dostępnych 100 rowerów (w tym jeden cargo i jeden tandem). Sieć działa w okresie od 26 kwietnia do 1 listopada.
Otwarciu systemu 26 kwietnia 2018 roku, jak i rozpoczęciu sezonu rok później, towarzyszył wyścig rowerowy organizowany przez Miasto Łomża.

### Elektromobilność
Pierwsza stacja ładowania samochodów elektrycznych w mieście powstała jesienią 2017 roku na parkingu podziemnym w Galerii Veneda przy ul. Zawadzkiej 38. Pozwala ona na ładowanie pojazdów z największą prędkością przez złącza CHAdeMO i CCS Combo 2. W 2018 roku uruchomiono kolejne dwie stacje – przy Ratuszu Miejskim, o mocy 2x20 kW i w bazie MPK przy ul. Spokojnej 9, o mocy 2x11 kW. Do 30 czerwca 2019 w ramach okresu próbnego, nie były pobierane opłaty za korzystanie z urządzeń.

### Transport kolejowy
Połączenia kolejowe z Łomżą były już planowane w XIX wieku, jednak dopiero z początkiem I wojny światowej i wkroczeniem Rosjan do miasta zostało otwarte połączenie Śniadowo – Łomża. Rosjanie rozpoczęli również przygotowywanie terenu pod tor kolejowy w kierunku Kolna, jednak w sierpniu 1915 opuścili miasto i prace zostały wstrzymane. Stworzenia połączenia pomiędzy Kolnem a Łomżą podjęli się również Niemcy, jednak bezowocnie. W latach 1922–1927 podejmowano kolejne próby stworzenia omawianego odcinka, jednak do budowy nigdy nie przystąpiono. W latach 1917–1925 z Łomży do Warszawy kursowały trzy pociągi dziennie. Ponadto od 1921 roku otwarto kolej wąskotorową na odcinku Łomża – Nowogród, która była częścią trasy Myszyniec – Łomża.
Przewozy pasażerskie drogą kolejową Łomża – Ostrołęka – Łomża funkcjonowały do 1 stycznia 1993 roku. Trasą tą kursowało 5 par pociągów ze średnią prędkością 30 km/h, z której korzystało średnio rocznie 9510 osób – prawie 5 razy za mało, by utrzymać rentowność.
Obecnie na trasie Śniadowo – Łomża kursują trzy pociągi towarowe tygodniowo, natomiast kolej wąskotorowa z Łomży do Nowogrodu już nie istnieje. W przyszłości, ze względu na brak środków finansowych w budżecie PKP przeznaczonych na modernizację odcinka Śniadowo – Łomża, trasa ma być docelowo zamknięta dla ruchu w 2012 roku. We wrześniu 2009 roku starosta łomżyński, Krzysztof Kozicki, wyraził zainteresowanie przejęciem infrastruktury kolejowej na terenach powiatu i miasta Łomży przez powiat łomżyński. 2 września zarząd powiatu przyjął w tej sprawie stosowny projekt uchwały, który rada powiatu przyjęła jednogłośnie.
W marcu 2019 roku spółka CPK na opublikowanej przez siebie mapie połączeń kolejowych przedstawiła planowany przebieg linii z Giżycka do Warszawy przez Łomżę.

### Transport lotniczy
W 2011 r. oficjalnie otwarto lądowisko sanitarne przy Al. Piłsudskiego.

## Kultura

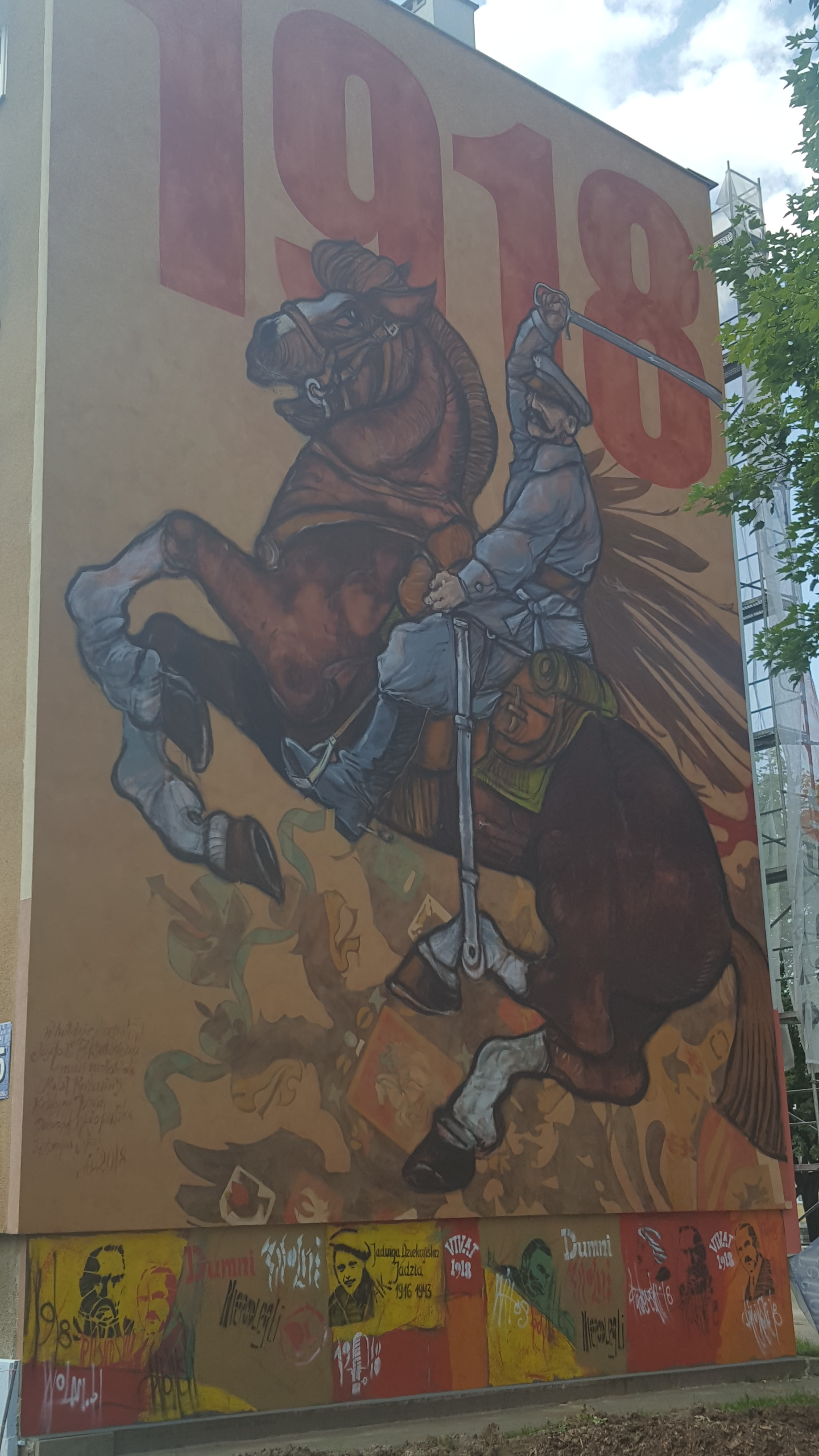
Graffiti upamiętniające rocznicę 100-lecia niepodległości w Łomży

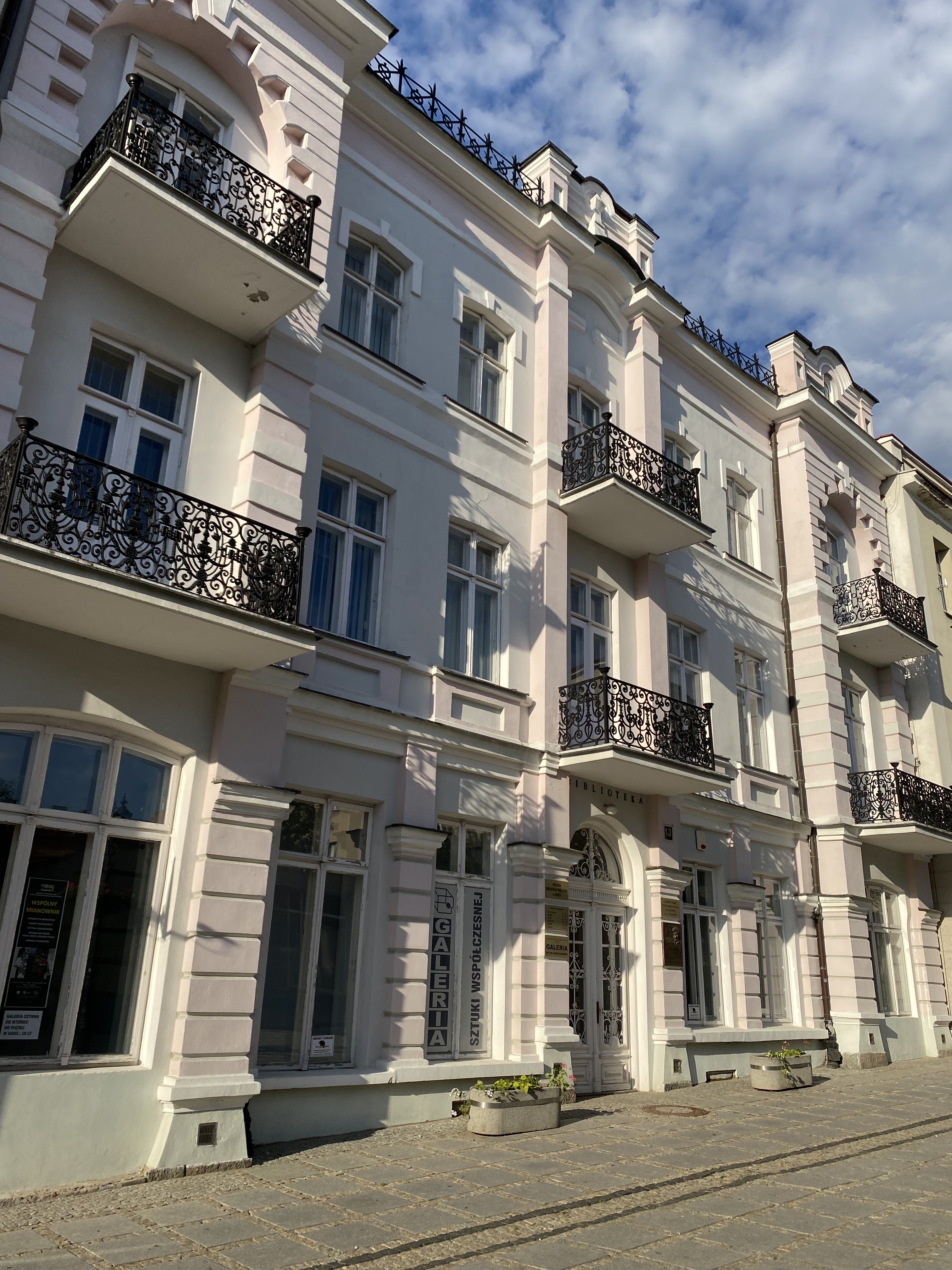
Budynek Miejskiej Biblioteki Publicznej w Łomży, siedziba Galerii Sztuki Współczesnej

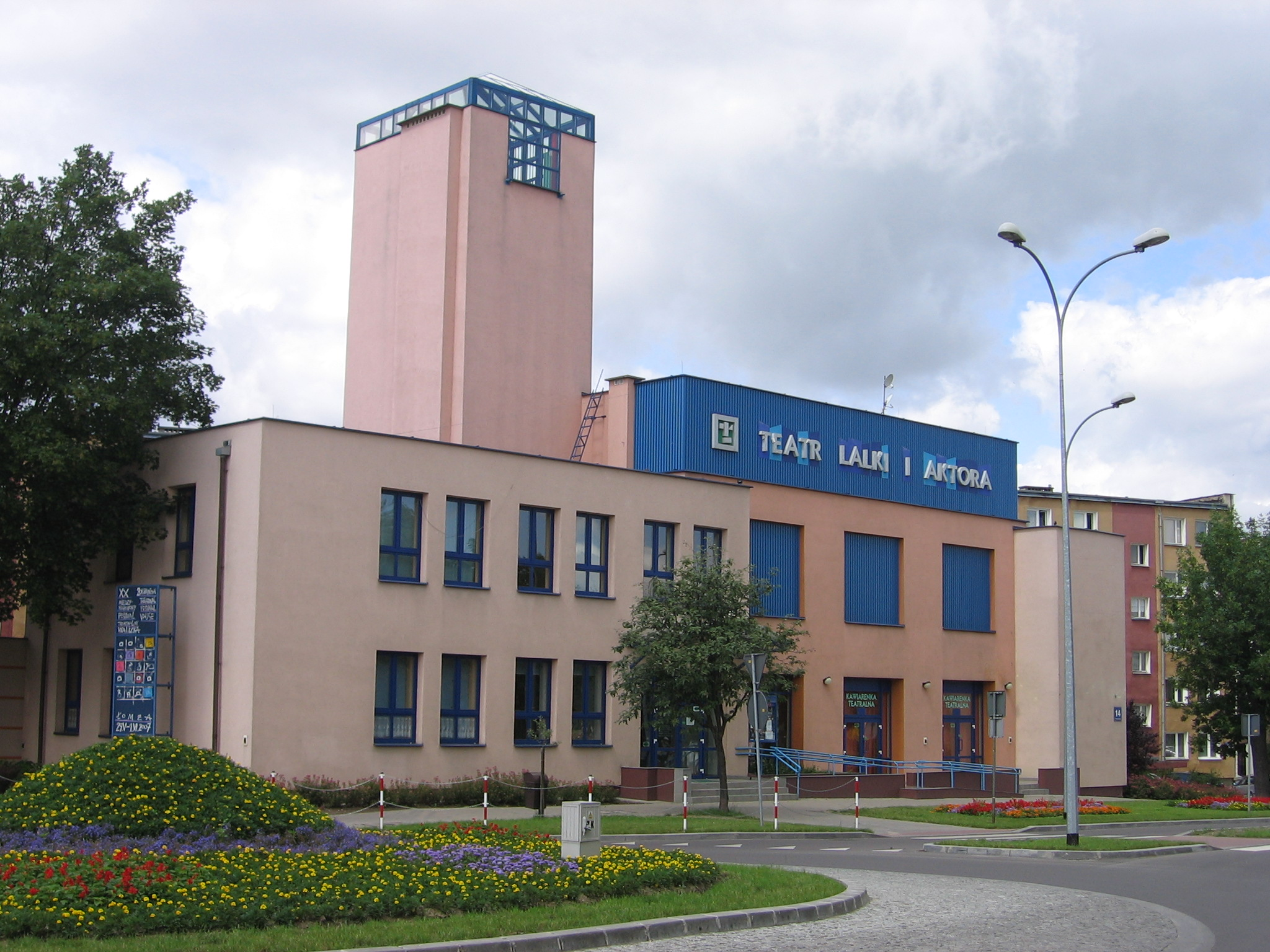
Budynek Teatru Lalki i Aktora (dawniej remiza)

Łomża to również ośrodek kulturalny. Znajdują się tutaj teatr, filharmonia kameralna, muzeum, a także liczne galerie sztuki. W mieście organizowane są cyklicznie następujące wydarzenia kulturalne:
- Międzynarodowy Festiwal Teatralny „Walizka” – organizowany przez Teatr Lalki i Aktora w Łomży
- Festiwal „Sacrum et Musica” – organizowany przez Filharmonię Kameralną im. Witolda Lutosławskiego w Łomży
- Festiwal Muzyczne Dni Drozdowo – Łomża – organizowany przez Regionalny Ośrodek Kultury w Łomży i Jacka Szymańskiego (dyrektor artystyczny). Współorganizatorem jest Dariusz S. Wójcik
- Ogólnopolski Plener Malarski – jw.
- Ogólnopolski Turniej Tańca Towarzyskiego o „Puchar Prezydenta Miasta Łomża” – organizowany przez Regionalny Ośrodek Kultury w Łomży i Klub Tańca Towarzyskiego „AKAT”.
- Ogólnopolski Turniej Tańca Towarzyskiego o „Mistrzostwo Łomży” – organizowany przez Regionalny Ośrodek Kultury w Łomży i Klub Tańca Towarzyskiego „AKAT”
- Ogólnopolski Turniej Tańca Młodzieżowego „Wirująca Strefa” – organizowany przez MDK-DŚT
- Ogólnopolski Konkurs Krasomówczy im. Hanki Bielickiej – organizowany przez Centrum Katolickie im. Jana Pawła II przy parafii Krzyża Św.
- Novum Jazz Festival – organizowany przez Radio Nadzieja
- Festiwal Karnawał z Kolędą – organizowany przez Radio Nadzieja
- Konkurs Poetycki im. Jana Kulki – konkurs o charakterze ogólnopolskim organizowany przez MDK-DŚT

### Instytucje kulturalne
Instytucjami kulturalnymi w Łomży są m.in.: Galeria Sztuki Współczesnej, Filharmonia Kameralna im. Witolda Lutosławskiego w Łomży (dawniej Łomżyńska Orkiestra Kameralna), Miejska Biblioteka Publiczna, Miejski Dom Kultury – Dom Środowisk Twórczych, Muzeum Północno-Mazowieckie w Łomży, Centrum Katolickie im. Jana Pawła II, Regionalny Ośrodek Kultury w Łomży oraz Teatr Lalki i Aktora w Łomży.

### Stowarzyszenia obywatelskie
Na terenie miasta Łomży funkcjonują również liczne stowarzyszenia i zespoły hobbystyczne. Należą do nich m.in.:
Społeczne Stowarzyszenie Prasoznawcze „Stopka”, Sekcja Capoeira UNICAR Łomża, Centrum Aktywności Lokalnej „Novitas”, Katolicka wspólnota Gloriosa Trinità, Klub Karate Fudokan-Shotokan Łomża, Łomżyńska Grupa Odtwórstwa Historycznego „Spiritus temporis”, Łomżyńskie Towarzystwo Naukowe im. Wagów, Salon Literacki Anny Jakubowskiej, Towarzystwo Przyjaciół Ziemi Łomżyńskiej, Zespół Muzyki Dawnej „Voci Unite”, Zespół Pieśni i Tańca „Łomża”, Łomżyńska Orkiestra Dęta, Łomżyński Klub Płetwonurków „Podwodny Jeleń”.

### Media
Na terenie Łomży wydawanych jest 5 czasopism: Tygodnik Narew, Gazeta Współczesna, Gazeta Bezcenna, Kontakty oraz Tygodnik Diecezji Łomżyńskiej „Głos Katolicki”.
Funkcjonuje także kilka internetowych serwisów informacyjnych poświęconych miastu i Ziemi łomżyńskiej, m.in.: narew.info, wzasiegu.pl, mylomza.pl, xlomza.pl i 4lomza.pl, radionadzieja.pl.
Rozgłośniami radiowymi, które posiadają swoje placówki w Łomży, są: Radio Eska Łomża (88,8 FM), Radio RMF MAXXX Podlasie (97,5 FM), Diecezjalne Radio Nadzieja (103,6 FM) oraz Polskie Radio Białystok (87,9 FM). Od przeszło 20 lat funkcjonuje również łomżyński kanał Telewizji Narew, skupiający się na sprawach lokalnych, istotnych dla mieszkańców miasta, powiatu łomżyńskiego i Województwa Podlaskiego.

## Oświata
Historia szkolnictwa w Łomży sięga początków XV wieku, kiedy to założono pierwszą parafię, a razem z nią szkołę parafialną. W 1614 roku przebywający na terenie miasta jezuici utworzyli Kolegium Jezuickie. Jednym z kolejnych rektorów kolegium był św. Andrzej Bobola. Poziom szkolnictwa nie spadł po przekazaniu przez KEN szkoły pijarom w 1774 roku. Pod władzą zaborców w Łomży wykształciło się wiele ważnych osobistości, m.in. Szymon Konarski, Rafał Krajewski, Jakub Ignacy Waga, Wojciech Szweykowski, Adam Chętnik.
Obecnie w Łomży jest dobrze rozwinięta sieć szkół publicznych i niepublicznych na wszystkich szczeblach. Znajduje się tutaj 7 szkół podstawowych, 8 gimnazjów, 10 szkół ponadgimnazjalnych, 6 szkół wyższych (w tym 3 niepubliczne) oraz 2 szkoły artystyczne. Poziom kształcenia w Łomży jest wysoki, o czym świadczą wyniki egzaminów maturalnych i gimnazjalnych w skali kraju i województwa. Na przykład I Liceum Ogólnokształcące należy do krajowej i wojewódzkiej czołówki szkół średnich. Ponadto wiele łomżyńskich szkół zdobyło tytuł Szkoły z klasą. Od 1 stycznia 1999 w Łomży swoją siedzibę ma Okręgowa Komisja Egzaminacyjna, która obejmuje swoją działalnością województwa podlaskie i warmińsko-mazurskie.

Szkoły i uczelnie w Łomży
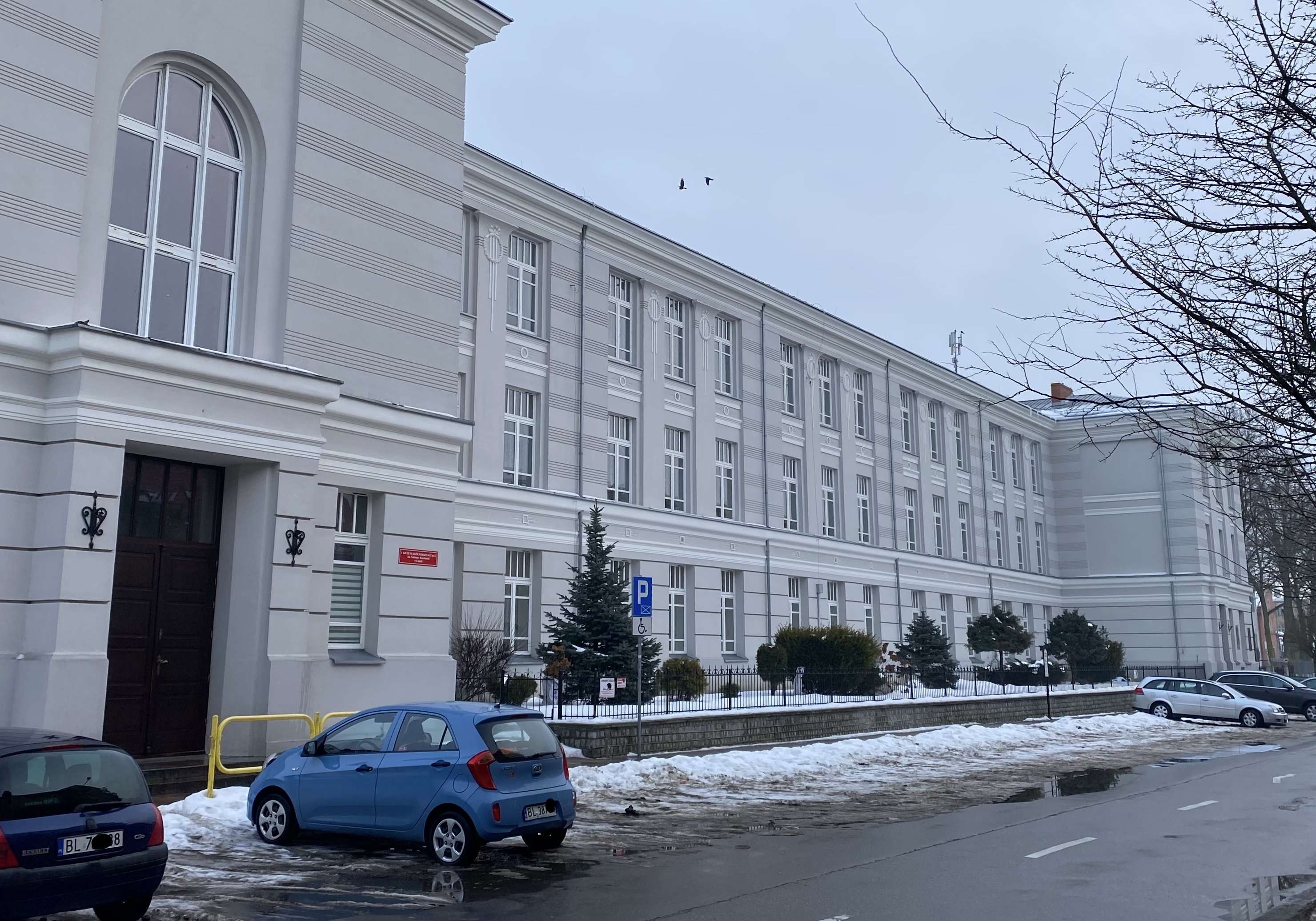
I Liceum Ogólnokształcące im. Tadeusza Kościuszki
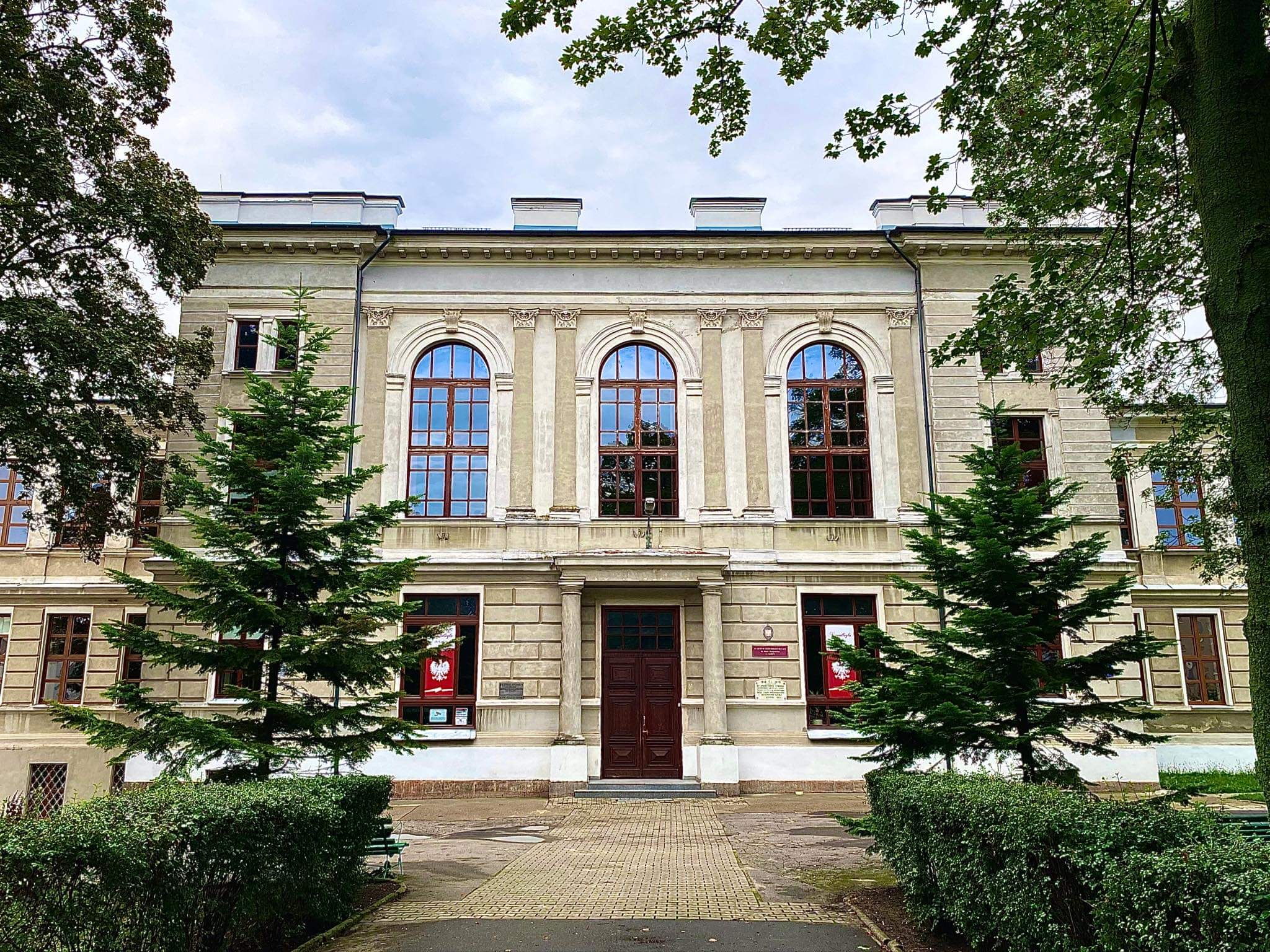
II Liceum Ogólnokształcące im. Marii Konopnickiej w Łomży
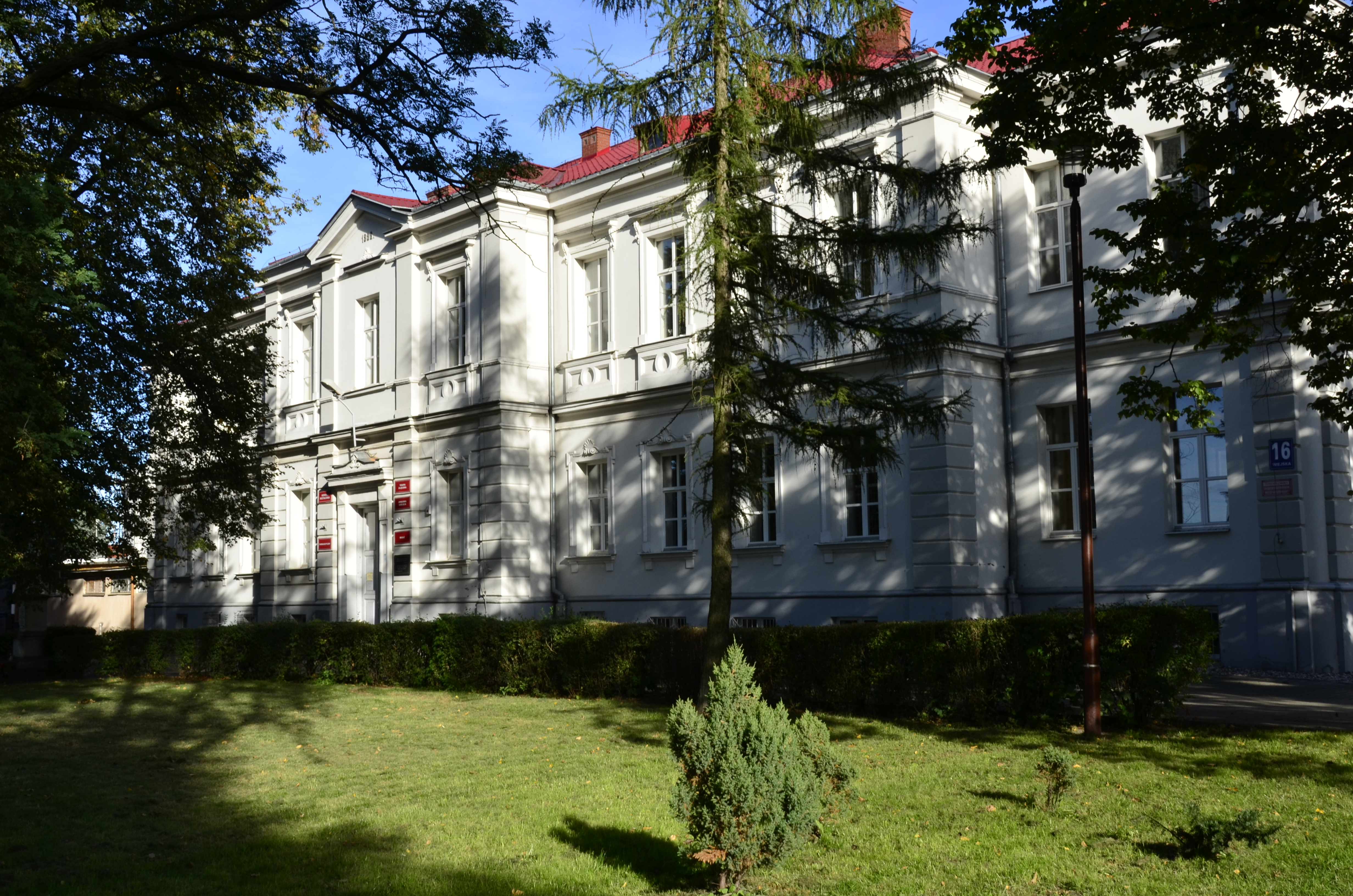
Budynek Szkoły Policealnej Ochrony Zdrowia
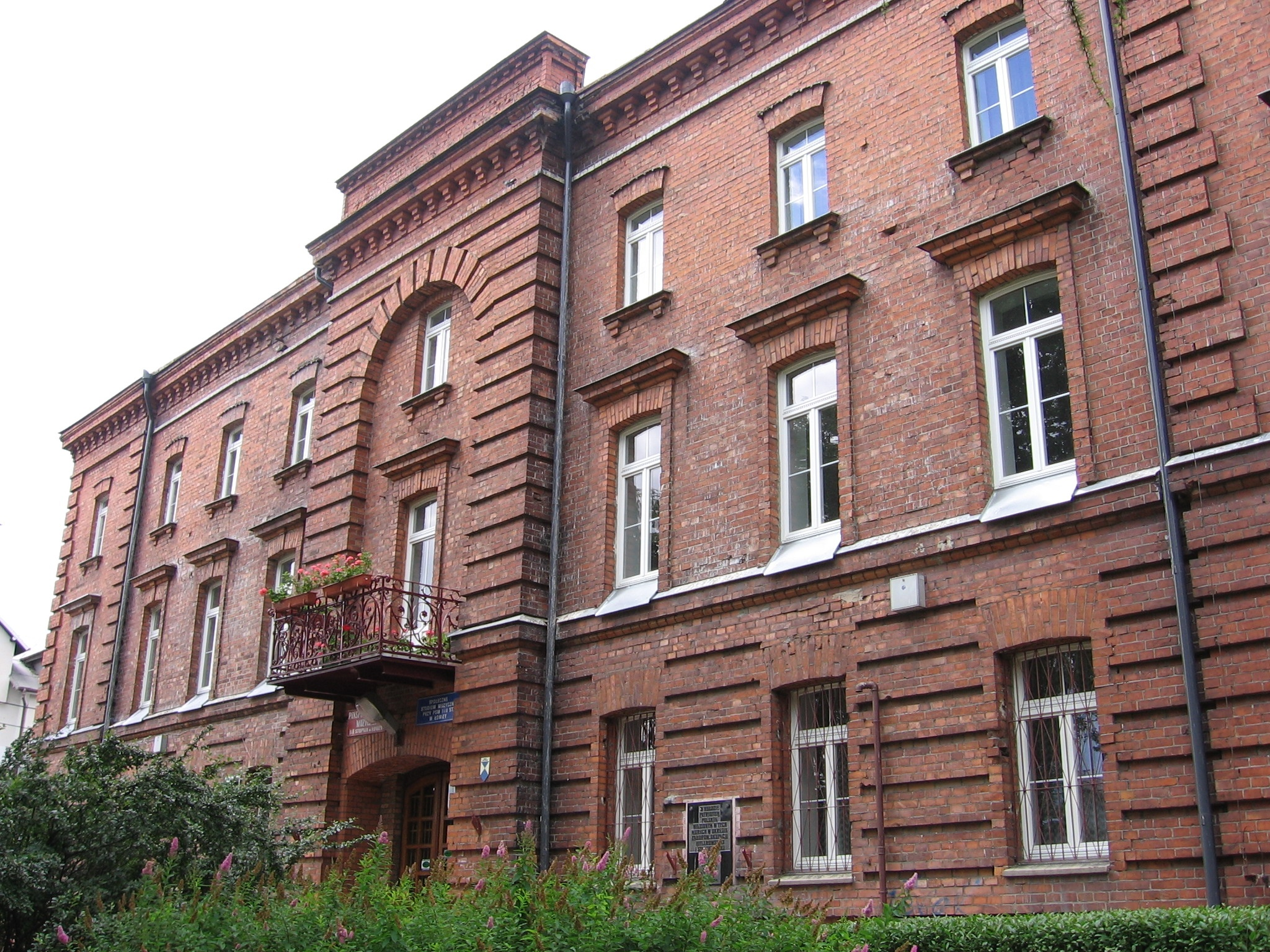
Szkoła muzyczna
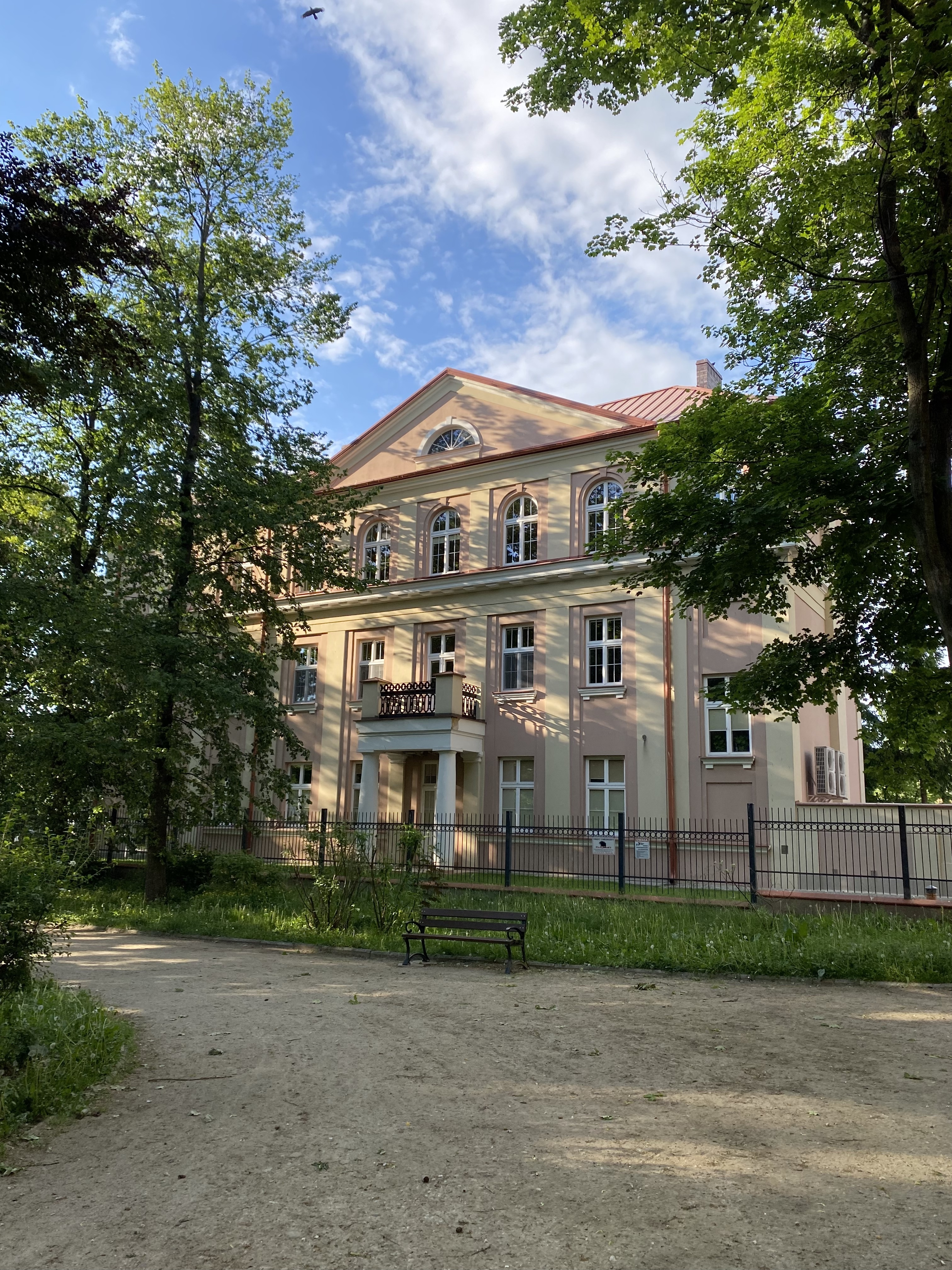
Siedziba Okręgowej Komisji Egzaminacyjnej w Łomży
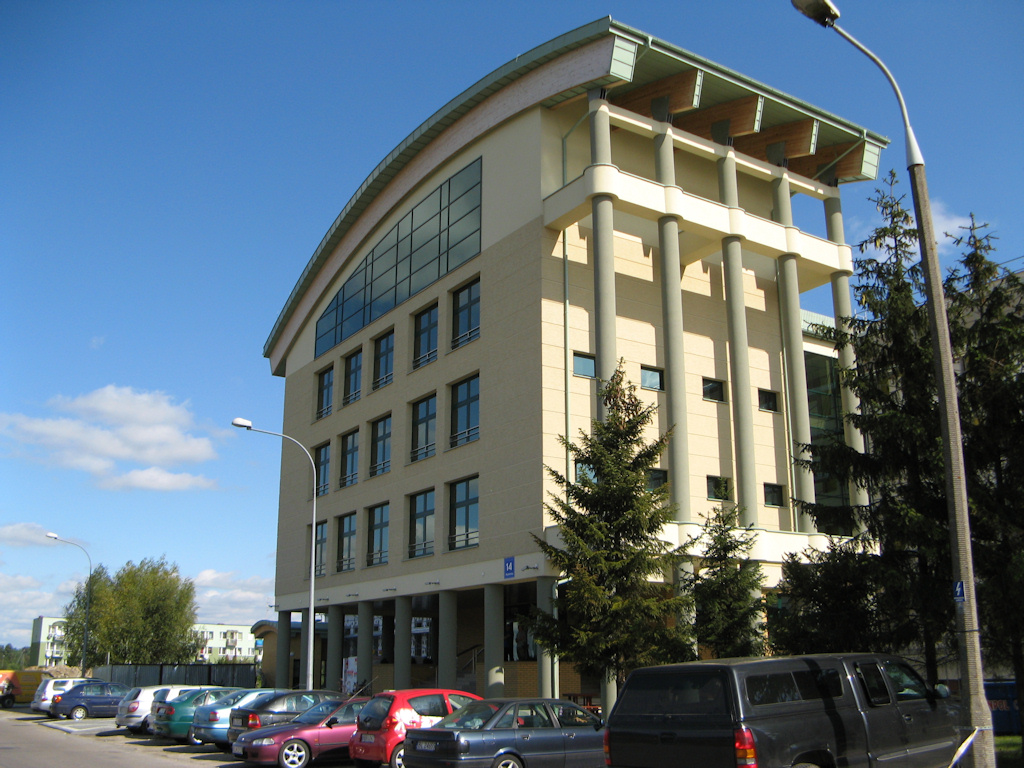
Siedziba Akademii Łomżyńskiej

## Bezpieczeństwo

### Ochrona zdrowia
Za ochronę zdrowia w powiecie łomżyńskim odpowiada prowadzony przez ten powiat i finansowany przez NFZ – Samodzielny Publiczny Zakład Opieki Zdrowotnej w Łomży z siedzibą przy ulicy Szosa Zambrowska 1/27. ZOZ składa się z izby przyjęć, pogotowia ratunkowego oraz czterech przychodni rejonowych. W Łomży mieści się również Szpital Wojewódzki im. Kardynała Stefana Wyszyńskiego. Uzupełnieniem publicznej służby zdrowia są: osiem Niepublicznych Zakładów Opieki Zdrowotnej oraz placówka terenowa służby zdrowia MSWiA.
Poza tym na terenie miasta działają: Caritas, przychodnie specjalistyczne (np. gabinety stomatologiczne) oraz 20 aptek. Natomiast usługi z zakresu rehabilitacji świadczy m.in. Centrum Rehabilitacji Caritas Diecezji Łomżyńskiej pw. św. Rocha.

### Cywilne służby mundurowe
Łomżyńska Policja współpracuje z Żandarmerią Wojskową oraz korzysta z systemu monitoringu utworzonego przez miasto. Na terenie miasta znajduje się Komenda Miejska z siedzibą przy ul. Wojska Polskiego 9 i częścią sekcji przy ul. Partyzantów 48B. Łomżyńska komenda podlega Komendzie Wojewódzkiej. Dzieli się na 5 sekcji i 1 referat. Sekcja dzielnicowych dzieli miasto na dwa rewiry, czyli łącznie 14 rejonów. W mieście funkcjonuje także straż miejska.
Od 1997 roku w mieście Łomża funkcjonuje program „Bezpieczne miasto” realizowany we współpracy z Komendą Miejską Policji, Strażą Miejską oraz innymi podmiotami życia społecznego. W ramach tego programu w 2001 roku uruchomiono miejski monitoring polegający na umieszczeniu kamer w miejscach wymagających stałego nadzoru.
Za bezpieczeństwo pożarowe odpowiada Komenda Miejska Państwowej Straży Pożarnej mająca swą siedzibę przy ul. Sikorskiego 48/94, wspomagana przez Ochotniczą Straż Pożarną (10 jednostek na terenie gminy Łomża).

## Religia

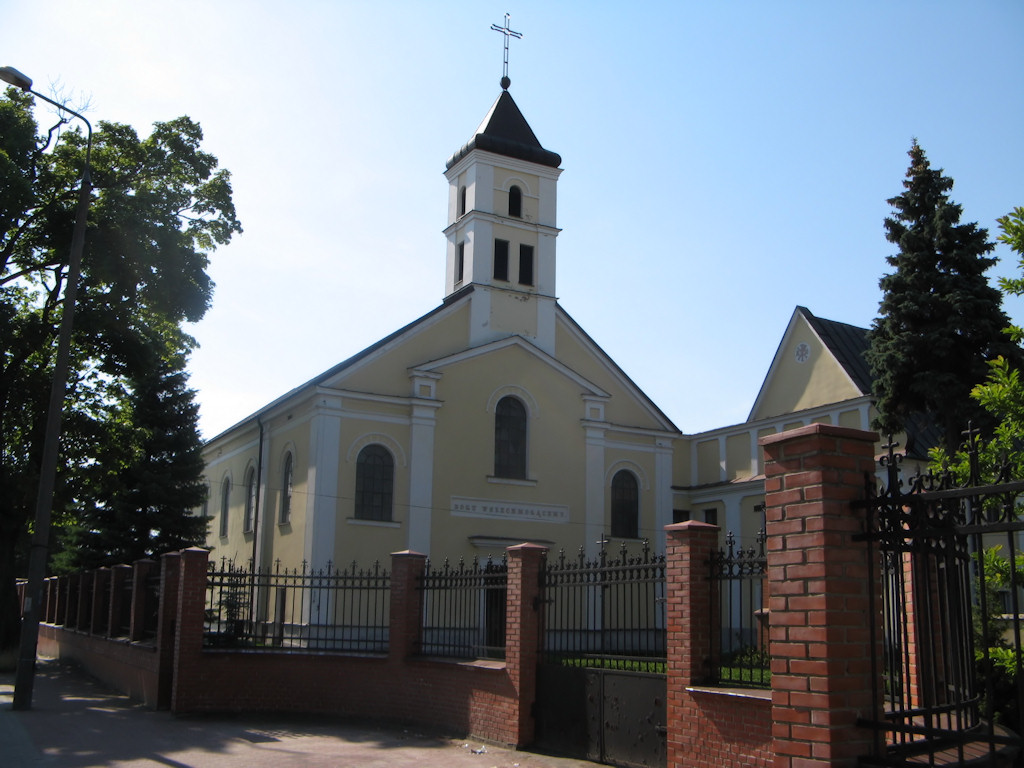
Zespół klasztorny SS. Benedyktynek

Mieszkańcy Łomży to głównie osoby wyznania rzymskokatolickiego, chociaż na przestrzeni wieków miasto było wielonarodowościowe i tym samym wielowyznaniowe. Oprócz katolików miasto zamieszkiwali m.in. wyznawcy judaizmu, czy też protestanci, o czym świadczą zabytki architektury sakralnej oraz nagrobki na łomżyńskich cmentarzach. Dodatkowym potwierdzeniem wielowyznaniowej struktury miasta był fakt, że właśnie w Łomży 24 maja 1899 roku Józef Piłsudski dokonał konwersji na luteranizm, w czym uczestniczył łomżyński pastor ks. Mikulski. Oprócz osób wyznania rzymskokatolickiego w mieście mieszka również duża grupa muzułmanów pochodzenia czeczeńskiego. Osiem łomżyńskich parafii rzymskokatolickich skupionych jest w dwa dekanaty: Łomża – św. Brunona oraz Łomża – św. Michała Archanioła, które obejmują również dziewięć okolicznych miejscowości. Ponadto na terenie miasta działalność duszpasterską prowadzą: Kościół Zielonoświątkowy w RP – zbór „Słowo Życia”, dwa zbory Świadków Jehowy (w tym grupa języka migowego oraz grupa rosyjskojęzyczna) oraz neopogański Rodzimy Kościół Polski. Kościół Rektoralny pw. Wniebowzięcia Najświętszej Maryi Panny w Łomży wzniesiono w 1873 jako prawosławną cerkiew Św. Trójcy, posiadającą status soboru od 1885. Po 1918 świątynię przemianowano na kościół rzymskokatolicki. Obecnie prawosławni mieszkańcy podlegają parafii Wniebowstąpienia Pańskiego w Ciechanowcu.

## Sport

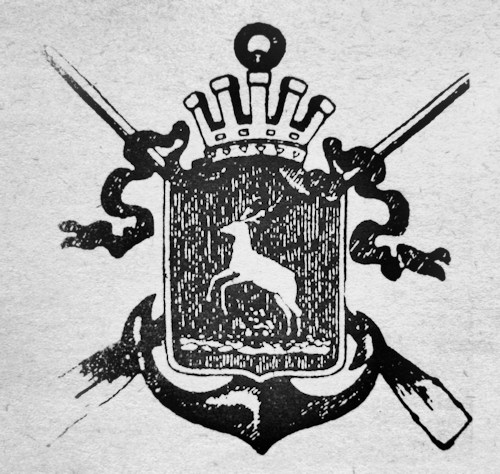
Znaczek Łomżyńskiego Towarzystwa Wioślarskiego

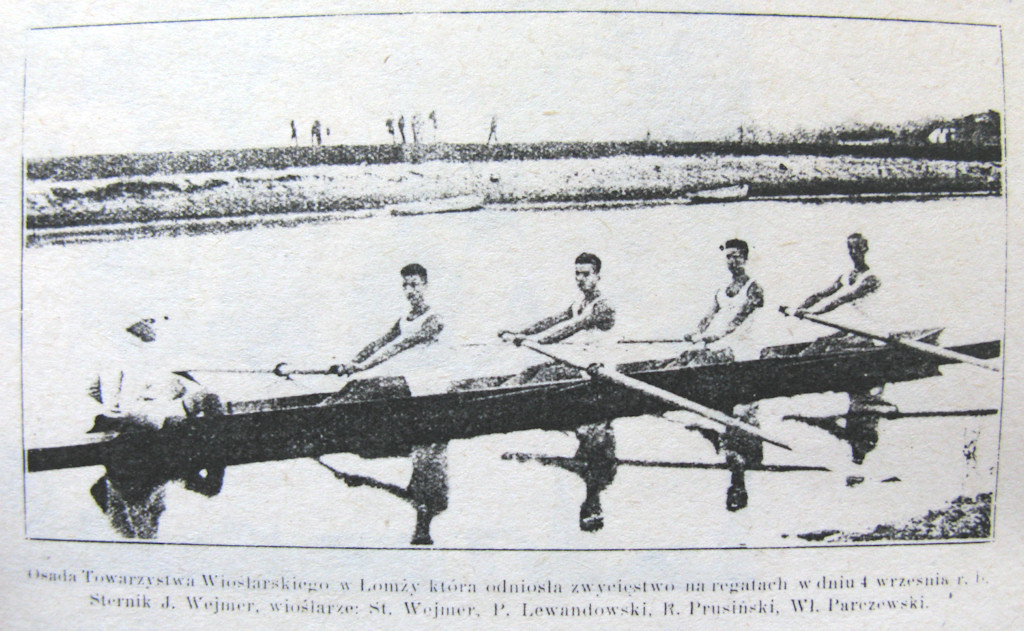
Osada Łomżyńskiego Towarzystwa Wioślarskiego (4 września 1927 roku)

Historia sportu w Łomży sięga końca XIX wieku, kiedy to w 1897 roku zorganizowano pierwsze wyścigi wioślarskie amatorów. Dwa lata później rozpoczęto starania o powołanie towarzystwa wioślarskiego, które to zainaugurowało swoją oficjalną działalność 26 stycznia 1902 roku pod nazwą Łomżyńskiego Towarzystwa Wioślarskiego. Stowarzyszenie prężnie działało do rozpoczęcia II wojny światowej. Jego działalność została zawieszona w latach 80. XX wieku.

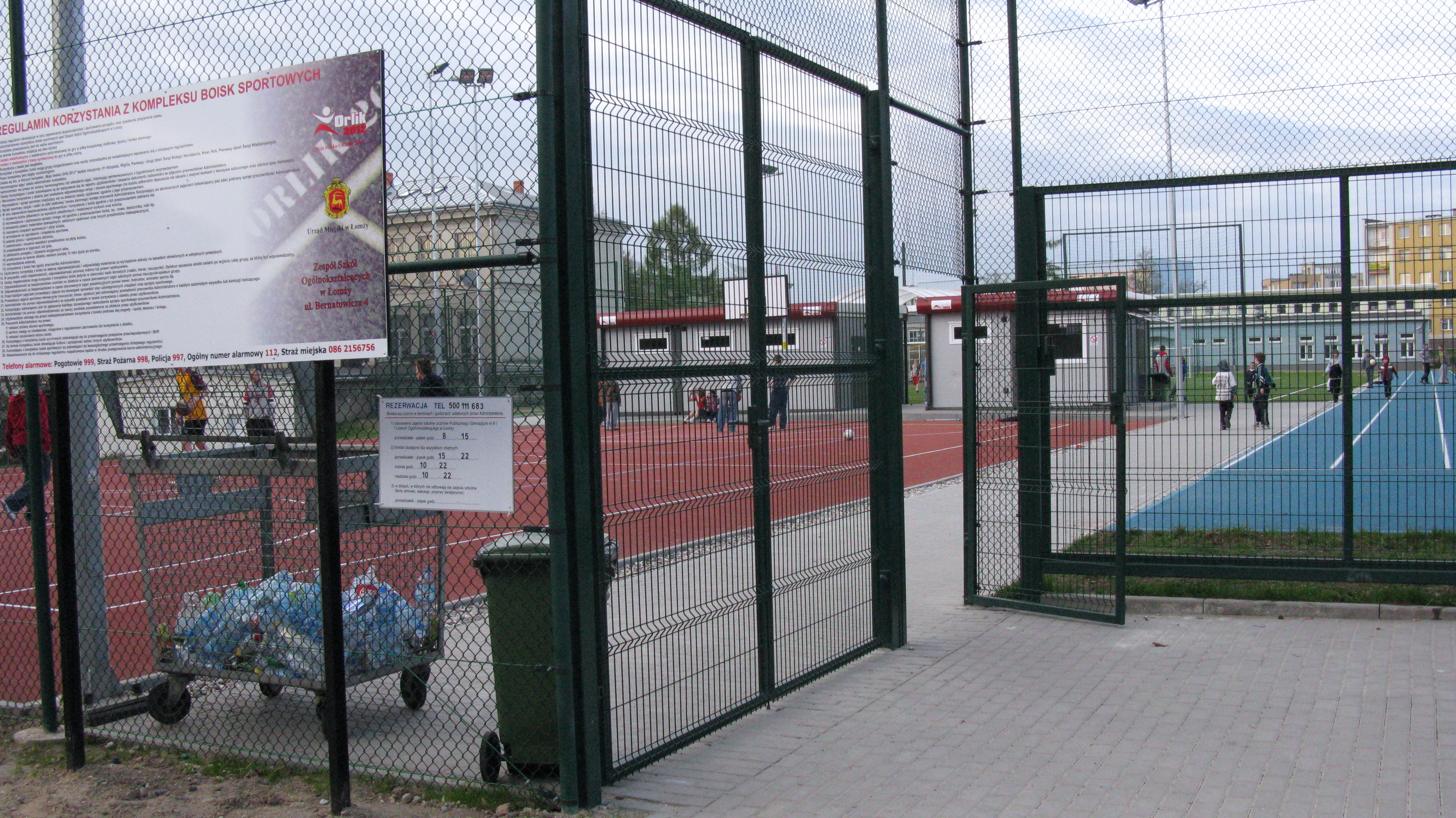
Kompleks rekreacyjno-sportowy „Orlik 2012”

16 kwietnia 1926 roku został założony pierwszy klub piłkarski, obecnie trzecioligowy ŁKS Łomża. Ponadto w mieście działa kilkanaście klubów sportowych reprezentujących różne dyscypliny. Do najważniejszych sekcji oprócz piłki nożnej należą siatkówka, koszykówka, lekkoatletyka oraz sporty walki. Swoje największe sukcesy Łomżanie odnosili właśnie w lekkoatletyce, sportach walki, a także w kulturystyce. W czerwcu 2009 roku zorganizowano w Łomży Ogólnopolski Finał Gimnazjady w Piłce Nożnej Chłopców, w którym lokalna drużyna piłkarska z Publicznego Gimnazjum nr 8 zajęła 3. miejsce. Łomżyński sport wspierany jest przez Towarzystwo Krzewienia Kultury Fizycznej oraz Łomżyński Szkolny Związek Sportowy.
W 1998 roku została otwarta hala sportowa, w której odbywają się ogólnopolskie oraz międzynarodowe imprezy, np. mecze piłki halowej, turnieje wschodnich sztuk walki czy turnieje piłki koszykowej. W 2006 roku uruchomiono stok narciarski w Rybnie k. Łomży.
W 2009 roku została podpisana umowa na budowę pływalni miejskiej, która została drugim tego typu obiektem w mieście. Halę sportową oddano do użytku 28 marca 2011. Budowa pływalni była współfinansowana ze środków unijnych Regionalnego Programu Operacyjnego Województwa Podlaskiego na lata 2007–2013, a jej koszt całkowity wyniósł 35,2 mln zł.

### Obiekty sportowe

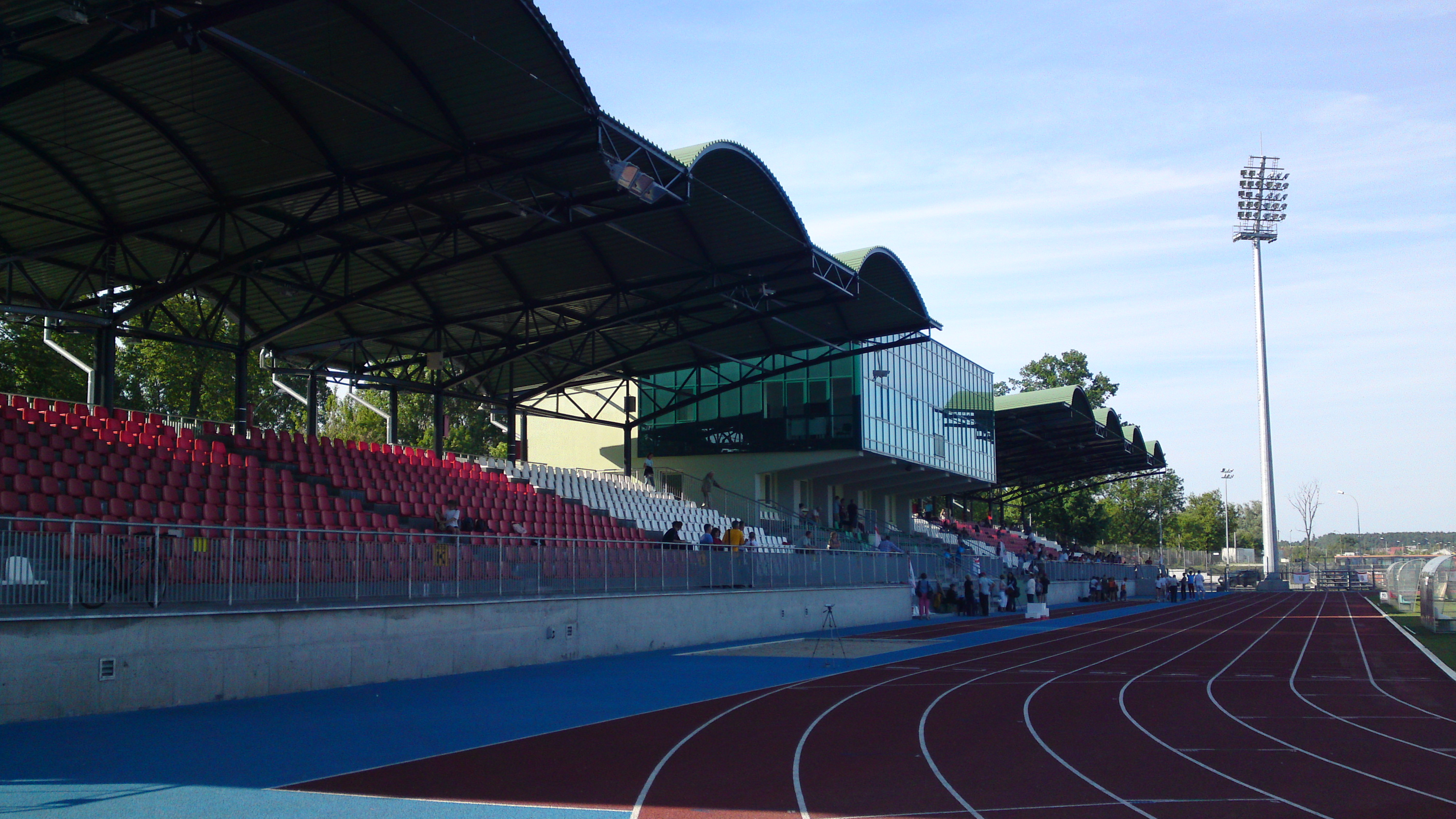
Stadion Miejski w Łomży po modernizacji (2011)

- Stadion piłkarsko-lekkoatletyczny zarządzany przez MOSiR Łomża,
- Hala sportowa im. Olimpijczyków Polskich; odbywają się tutaj miejskie, regionalne, a nawet międzynarodowe imprezy sportowe,
- Kompleks rekreacyjno-sportowy (skatepark); wyposażony w korty tenisowe, boisko do piłki ręcznej, stoły do tenisa ziemnego, ścieżki rowerowe, minigolf,
- Kompleks rekreacyjno-sportowy (skatepark – położony na byłej strzelnicy wojskowej) ; wyposażony w boisko do piłki ręcznej oraz koszykówki, plac zabaw dla dzieci, ściankę wspinaczkową,
- Kryte baseny pływackie przy Szkole Podstawowej nr 10 i w Szkole Podstawowej nr 1,
- Kompleksy rekreacyjno-sportowe Orlik 2012 przy ulicach Katyńskiej oraz Bernatowicza.

### Kluby sportowe

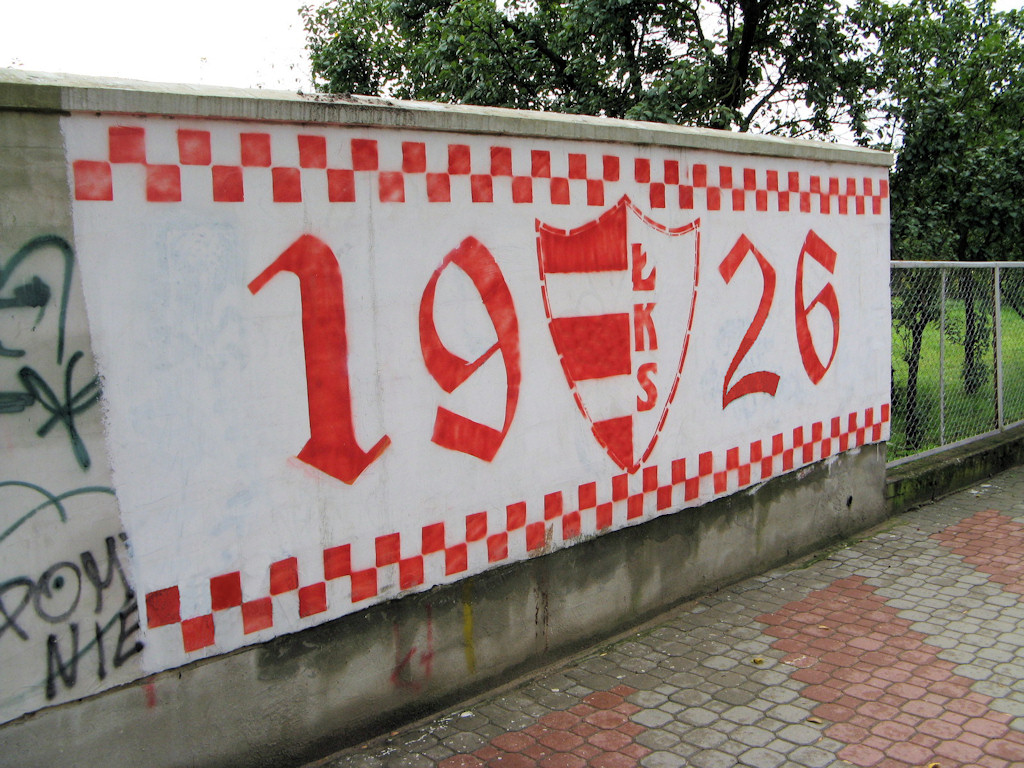
Graffiti z herbem ŁKS-u

W Łomży prowadzi swoją działalność wiele klubów sportowych zarówno profesjonalnych, jak i amatorskich. Najbardziej rozpoznawalnym spośród łomżyńskich klubów jest założony w 1926 roku klub piłkarski ŁKS Łomża, który obecnie rozgrywa mecze w III lidze. Na uwagę zasługuje również Uczniowski Klub Sportowy Jedynka Łomża, który prowadzi sekcje tenisa stołowego, zapaśniczą oraz siatkówki kobiet, która to rozgrywała mecze przez jeden sezon w II lidze. W drugiej lidze występują również zawodnicy klubu SKTS Łomża, który prowadzi rozgrywki w tenisie stołowym. Ponadto od 1975 roku funkcjonuje w mieście klub lekkoatletyczny LKS Narew Łomża, który może poszczycić się wieloma sukcesami. Pozostałe kluby sportowe prowadzą sekcje zapaśnicze, siatkówki, koszykówki, taekwondo, karate, biegowe, szachowe, czy też piłki ręcznej. We wrześniu 2009 roku Ludowy Łomżyński Klub Sportowy „PREFBET ŚNIADOWO” Łomża (LŁKS „Prefbet Śniadowo” Łomża) wygrał rozgrywany w Toruniu finał II ligi lekkoatletycznej i tym samym, jako pierwsza w historii drużyna z ziemi łomżyńskiej, awansował do pierwszej ligi. W 2011 roku zawodniczki klubu AZS PWSIP Wałkuscy, pierwszy raz w swojej historii, zdobyły awans do ekstraklasy tenisa stołowego.

## Administracja

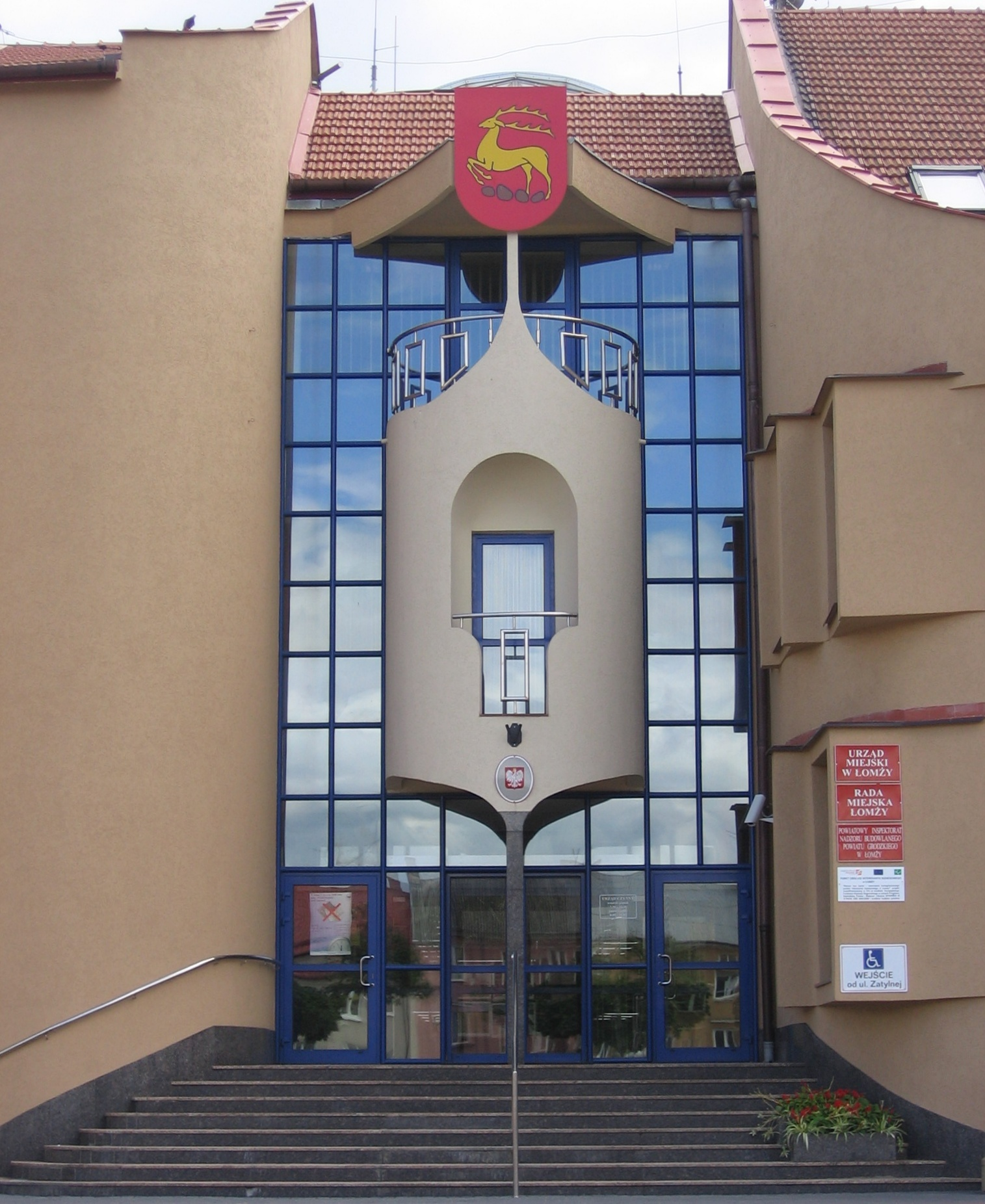
Nowy Ratusz z 1998 roku

Łomża jest miastem na prawach powiatu. Mieszkańcy Łomży wybierają do swojej rady miasta 23 radnych. Organem wykonawczym władz jest prezydent miasta. Siedzibą władz miejskich jest ratusz.

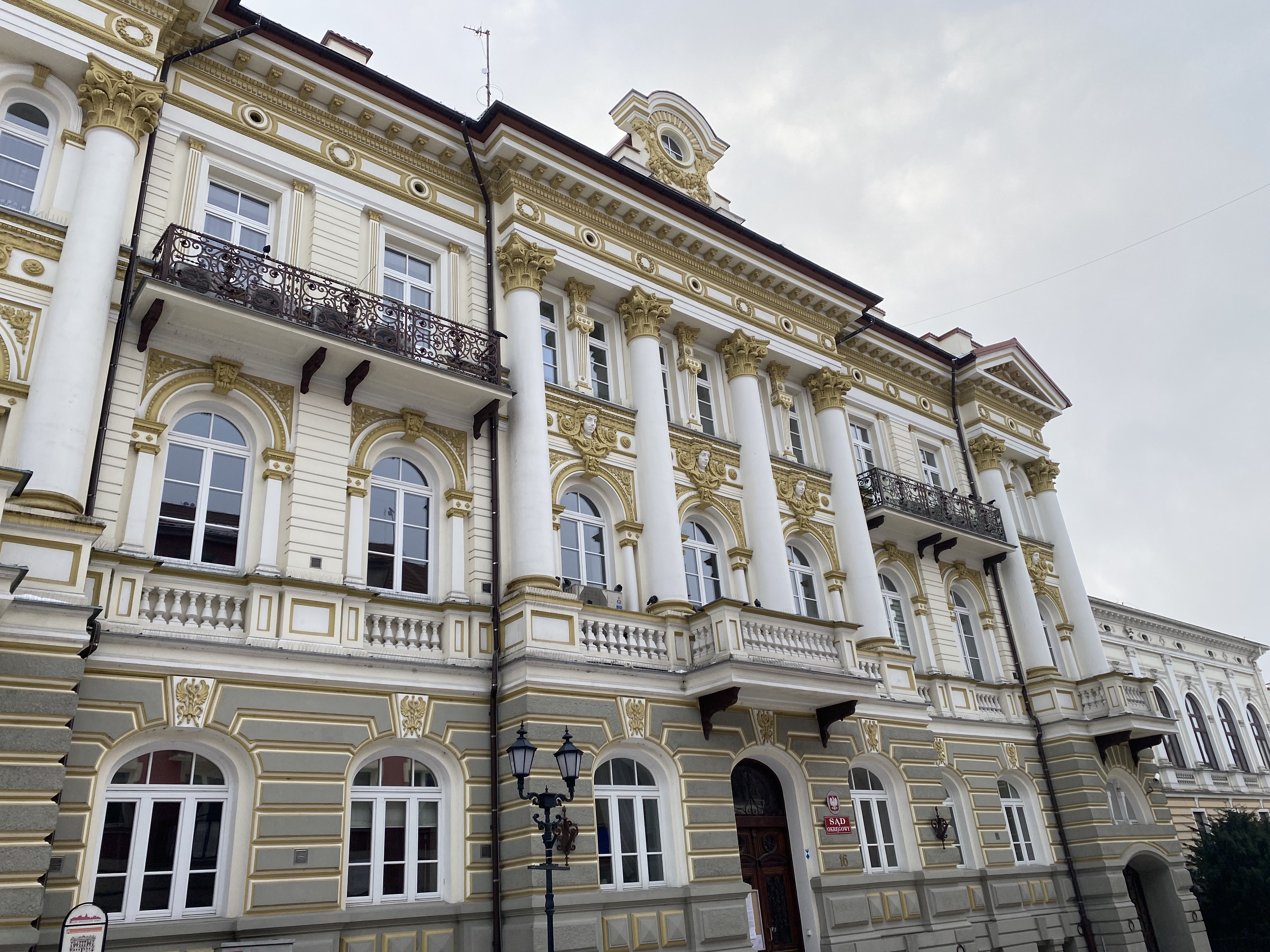
Budynek Sądu Okręgowego w Łomży

Miasto jest także siedzibą starostwa powiatu łomżyńskiego, a także wiejskiej gminy Łomża. W Łomży znajdują się sąd rejonowy, sąd okręgowy, a także szereg urzędów rangi powiatowej.
Mieszkańcy Łomży wybierają parlamentarzystów z okręgu wyborczego Białystok, a posłów do Parlamentu Europejskiego z okręgu wyborczego Olsztyn.
W latach 1975–1998 Łomża była stolicą województwa łomżyńskiego. Województwo to było terenem rolniczym o trzeciej najniższej gęstości zaludnienia i jednym z najniższych wskaźników urbanizacji.

### Prezydenci Łomży (od 1988)
- 1988–1990 – Gilbert Okulicz-Kozaryn
- 1990–1992 – Marek Przeździecki[79]
- 1992–1994 – Henryk Żelechowski
- 1994–2002 – Jan Turkowski
- 2002–2010 – Jerzy Brzeziński
- 2010–2014 – Mieczysław Czerniawski
- od 2014 – Mariusz Chrzanowski

## Miasta partnerskie
Zante (Grecja)
Leova (Mołdawia)
Naron(Hiszpania)
- Czechowice-Dziedzice

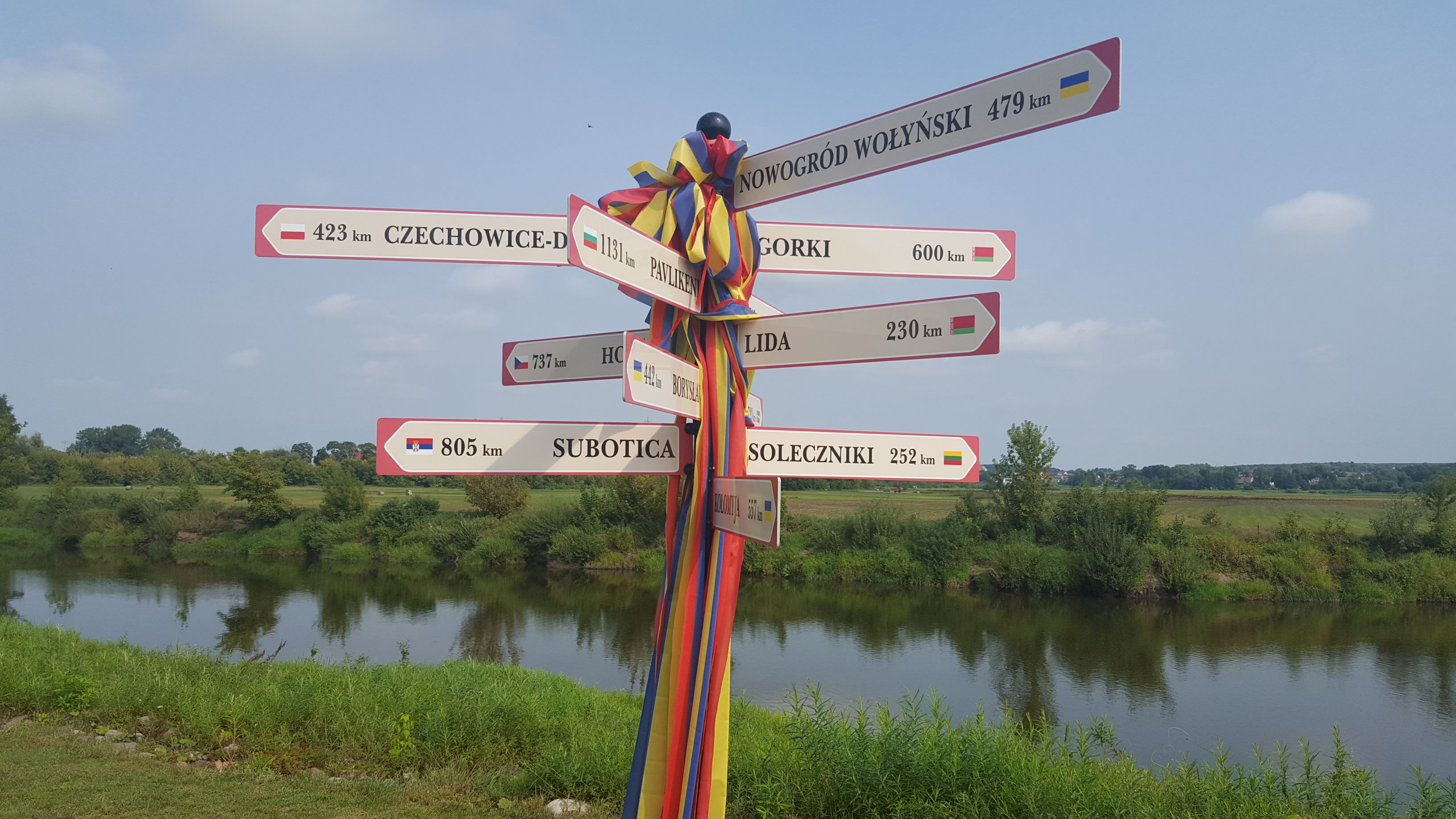
Drogowskaz w Łomży wskazujący na miasta partnerskie miasta

- Muscatine (Stany Zjednoczone)
- Zwiahel (Ukraina)
- Borysław (Ukraina)
- Drohobycz (Ukraina)
- Kołomyja (Ukraina)
- Soleczniki (Litwa)
- Rejon Wileński (Litwa)
- Södertälje (Szwecja)
- Sigtuna (Szwecja)[80]
- Pavlikeni (Bułgaria)
- Kazanłyk (Bułgaria)
- Montserrat (Hiszpania)

## Zobacz też

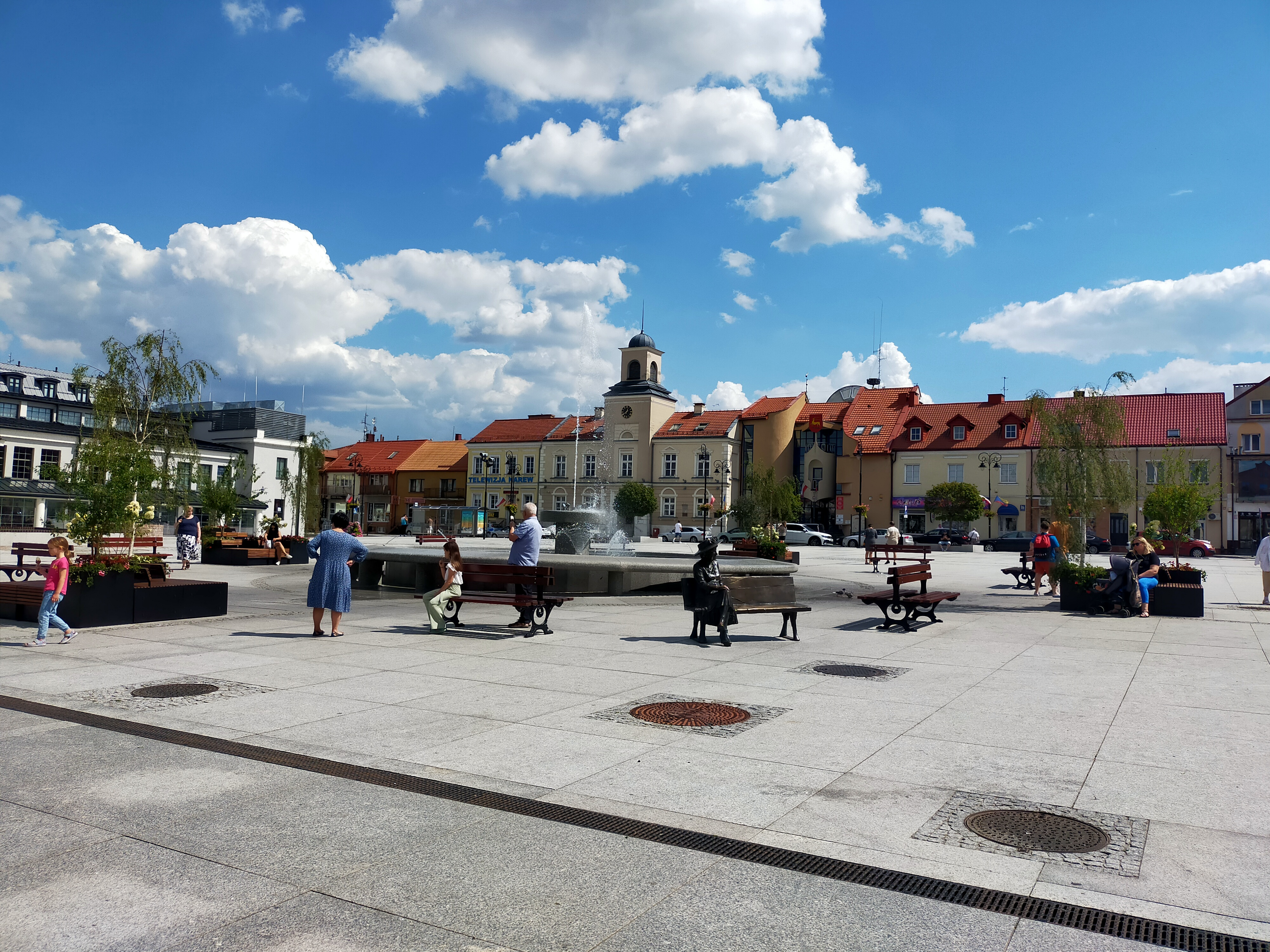
Stary Rynek w Łomży